# Rock de España
El término rock español hace referencia al rock hecho en España. No se debe confundir con el rock en español (que es el realizado en cualquier país del mundo —sobre todo en Hispanoamérica— y que se expresa en lengua castellana).
Porque, además, se da el caso de que el rock español o de España no siempre se ha expresado en castellano. Es cierto que, a lo largo de su historia, esa ha sido la tendencia común y abrumadoramente mayoritaria (desde el principio). Pero también lo ha hecho —según las épocas, las modas, los lugares y las ocasiones— en inglés, francés o italiano, así como en catalán, euskera, gallego, lenguas vernáculas también españolas.

## Los años cincuenta. Inicios del rock en España: Los pioneros (1956-1960)
El rock llegó a España relativamente pronto. Los primeros discos de Bill Haley & His Comets, Elvis Presley y otros solistas se publicaron con cierta regularidad —y pocos meses de retraso— en el país ya en 1956-57. Aunque sin demasiado eco a nivel de medios; al menos en los primeros meses.
El sistema político, en aquel entonces, era una dictadura autoritaria de corte conservador —la dictadura del general Franco— que, a finales de los cincuenta, estaba intentando incardinarse en el contexto europeo abandonando, a la fuerza, las maneras semifascistas de los años cuarenta y exhibiendo un cierto aperturismo sociocultural y estético. La España de finales de los cincuenta y principios de los sesenta, inmersa en un proceso de desarrollo económico y social, alumbraba una sociedad homologable a la del resto de Europa mientras, por otra parte, mantenía un régimen político autocrático, tradicionalista y ultraconservador.
A pesar de lo que podría llegar a sugerir este contexto; el régimen franquista no denostó, prohibió ni persiguió al rocanrol. Los sucesivos gobiernos del general Franco, en realidad, no prestaron ninguna atención al fenómeno. Es cierto que la censura oficial retrasó el estreno de algunas películas, modificó las portadas de algunos discos e incluso llegó a vetar la publicación de algunas canciones, pero nunca existió nada parecido a una persecución, prohibición o represión sistemática por parte del régimen.
La llegada del rock and roll se produjo por cuatro vías diferentes. Por un lado, la ya aludida publicación más o menos regular de discos originales. Por otro, los medios de comunicación —que, a pesar de la censura, se hacían eco de la «nueva moda americana»—. En tercer lugar, por la influencia italiana y francesa (el primer rocanrol español estuvo muy condicionado por lo que venía de esos dos países: Francia e Italia). Y, por último, por la existencia de varias bases militares estadounidenses en la propia península.
Se ha insistido mucho en el protagonismo que las bases americanas tuvieron en la introducción del rock 'n' roll en la España de finales de los cincuenta. Los primeros focos del rock español fueron, precisamente, Madrid (donde estaba la base de Torrejón), Zaragoza (que tenía su base americana), Sevilla, Cádiz  (con Morón de la Frontera y la base naval de Rota) y Barcelona y Valencia (que no tenían bases pero que eran puertos en los que la VI Flota recalaba con frecuencia). En los barrios en torno a las bases (y en Barcelona y Valencia, en torno a sus puertos) surgieron bares y locales que acogían a los «americanos» y en los que sonaba esa nueva música rock con frecuencia. A eso debe sumarse la existencia de emisoras radiofónicas en las propias bases. Que emitían en inglés y programaban rock’n’roll para consumo de los soldados yanquis, pero que eran captadas y seguidas por los españoles de los alrededores.
El primer rock español está muy influenciado por lo que se hacía en Francia e Italia. Sobre todo por este último país. Aparte del francés Johnny Hallyday, los flirteos rocanroleros de gente como Peppino Di Capri, Adriano Celentano o el mismísimo Renato Carosone  fueron seminales para el alumbramiento del primer rock español. Ese filtro «euromediterráneo», que suavizaba notablemente la aspereza y el carácter provocador de los creadores americanos (Elvis Presley, Jerry Lee Lewis, Chuck Berry, Little Richard, etc.), fue determinante, sobre todo en los primerísimos tiempos (1956-1960). A eso se suma que, a partir de 1958, los sonidos que llegaban de la propia fuente original (Estados Unidos) sufren una evolución hacia un tipo de rock más melódico, romántico y baladístico (Paul Anka, Neil Sedaka, The Platters, etc.) o hacia formas más bailables y tamizadas (Twist, Madison, etc). Esa «domesticación o suavización» favoreció, sin duda, tanto su aceptación por un sector cada vez más amplio del público español como la absoluta indiferencia del régimen ante un fenómeno al que consideraba estrictamente musical.

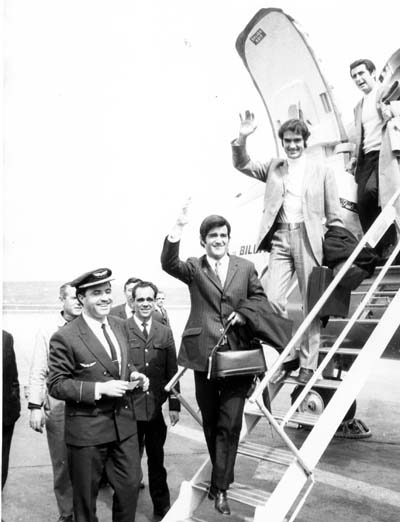
Dúo Dinámico

En cuanto a los medios de comunicación, ya entre 1956 y 1958 aparecen algunas revistas musicales como «Discofilia», «Mosaico Musical» o «Música y Canciones» que, sin dedicarse principalmente a la música moderna, incluyen, entre sus artículos, información sobre la recién estrenada música rock y las ediciones de discos de ese estilo. Aunque la primera revista que dio amplia cobertura al nuevo género fue «El Correo de la Radio» y el primer programa de radio dedicado exclusivamente al rock fue «Caravana Musical»
En torno a 1957-58, el rock 'n' roll comienza a lograr amplia aceptación entre el público juvenil. Las orquestas de baile incluyen en su repertorio versiones de los éxitos norteamericanos y europeos del nuevo estilo —lo que fue más importante de lo que suele creerse para popularizar el género entre el público español—. 
Y, al mismo tiempo, surgen los primeros grupos y solistas jóvenes dedicados exclusivamente al rock 'n' roll; cantando tanto en inglés como en italiano, francés o español. Los principales focos son los ya aludidos, que cuentan con bases americanas o son escala de la VI Flota (Madrid, Sevilla-Cádiz, Zaragoza, Barcelona, Valencia). Los nombres de esos primeros grupos y solistas son Los Estudiantes, Los Rocking Boys, Chico Valento, Rocky Kan, Los Pájaros Locos, Los Milos, Los Catch As Catch Can, el Dúo Dinámico, Los Blue Boys, Kroner's Dúo, Kurt Savoy, Los Pantalones Azules, etc. También comienzan a celebrarse los primeros encuentros y certámenes de rock, como los que se organizaban en Madrid en los institutos de Secundaria «Ramiro de Maeztu» y «El Pilar». E incluso se organizan grandes festivales de «canción ligera» (al estilo del famosísimo italiano de San Remo), como el Festival de Benidorm orientado, al menos en sus primeros años, hacia los nuevos sonidos.
También habría que hacer notar la importancia que tuvo cierta conexión latinoamericana, muy poco después de la iniciación del género en España, a través de bandas como los cubanos Los Llopis con actuaciones y estancia en Madrid ya en 1959, o los mexicanos Los Teen Tops comenzando a realizar grabaciones a partir del año siguiente; ambos grupos tuvieron, en su momento, un gran éxito en el país.
En 1959 aparecen los primeros discos españoles que incluyen canciones que pueden ser definidas como rock. Son las primeras grabaciones del Dúo Dinámico (con temas como «Cowboy» y «Baby Rock»), Los Pájaros Locos y los Catch As Catch Can. Pero, sobre todo, se publica el que suele ser considerado como el primer disco de rock 'n' roll español en sentido estricto: un EP con cuatro canciones («Ready Teddy», «La Bamba», «Woo-Hoo» y «Me enamoré de un ángel») firmado por los madrileños Los Estudiantes.
A estos siguen, ya en 1960, grabaciones de Los Milos, Mimo, Kroner’s Duo, Kurt Savoy, Chico Valento,Manolo Escobar y otros.
Para aquel entonces el género se está consolidando en España, ganando cada vez más público, obteniendo cobertura en los medios (emisoras radiofónicas y prensa escrita) y consiguiendo amplia aceptación entre la juventud. Al mismo tiempo llegan nuevas influencias, tanto de Estados Unidos, Italia y Francia como de un nuevo foco que cada vez va a adquirir más importancia: Reino Unido.

## Los años sesenta. El éxito de los primeros conjuntos (1960-1969)
A partir de 1960 el rock inicia en España su etapa de expansión y auge.
Entre 1960 y 1961 surgen infinidad de nuevas bandas y solistas a lo largo y ancho de la geografía nacional: Mike Ríos, Mimo y Los Jumps, Los Pekenikes, Los Sonor, Los Catinos, Micky y Los Tonys, Los Relámpagos, Los Continentales, Los King's Boys, Los Brisks y muchos otros.
La principal característica de la mayoría de ellos es que, a diferencia de los intérpretes surgidos a finales de los cincuenta, éstos beben directamente de las fuentes originales anglosajonas (estadounidense y británica), en mayor medida que de las influencias franco-italianas —aunque sin renunciar totalmente a ellas—.

### La consolidación y el éxito masivo. Las matinales del Price y el inicio del fenómeno yeyé (1960-1963)

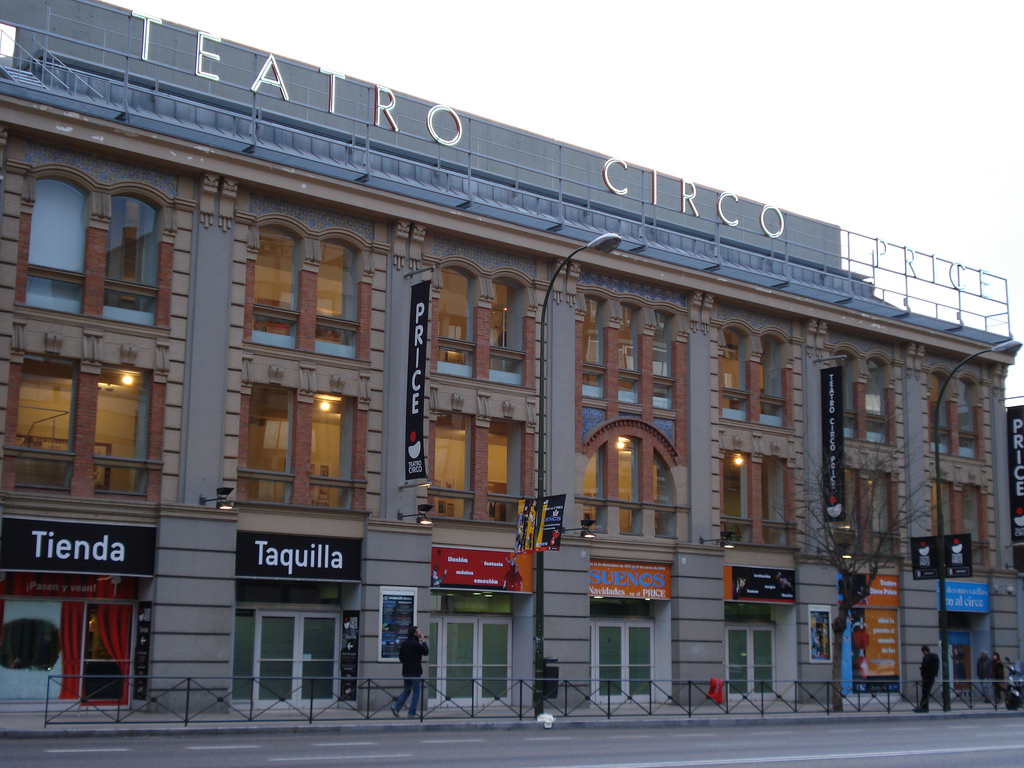
El Teatro Circo Price en la actualidad

Los medios de comunicación, que hasta ese momento casi lo habían ignorado, comienzan a darle cada vez mayor presencia. Y no solo en la radio, donde nacen espacios exclusivamente dedicados a él —como en «Vuelo 605»—, presentado por Ángel Álvarez; y otros muchos), sino hasta en la misma televisión (que era exclusivamente estatal). Así, programas de variedades de TVE previamente existentes como «Los Amigos del Martes». «Gran Parada» o «Escala en Hi-Fi» empiezan a emitir actuaciones o play-backs de intérpretes y éxitos del rock del momento. Incluso aparece un programa dedicado expresamente al rock 'n' roll, al pop y a la «música moderna» en general, denominado «Discograma». También la prensa escrita se hace eco de la nueva tendencia, y en abril de 1962 comienza a editarse «Discóbolo», una revista musical orientada exclusivamente al pop y el rock 'n' roll —y que duró hasta 1971—. A ella le siguen, poco después (entre 1963 y 1967), otras publicaciones como «Fonorama», «Ondas», «Mundo Joven», «Mundo Musical», «Fans», «Rompeolas» o «El Gran Musical». Valga como anécdota ilustrativa el hecho de que incluso lo que en aquel entonces se denominaba «la prensa oficial del régimen» —los periódicos vinculados directamente al régimen franquista—, defensores de su línea política ultraderechista, autoritaria y reaccionaria, como era el caso de El Alcázar o Pueblo, terminaron dedicando suplementos y apartados específicos al rock, el beat y la escena musical española dando amplia cobertura a conciertos, grupos y novedades discográficas —desde un punto de vista favorable—. Aunque no sin haber mantenido antes —en el caso concreto del diario Pueblo hasta 1963— líneas editoriales francamente hostiles contra el rock como manifestación cultural «importada del extranjero».
En varias ciudades comienzan a programarse conciertos semanales en los que los jóvenes grupos que aún no han grabado ningún disco tienen ocasión de presentarse ante un público tan joven como ellos —el precio de las entradas era muy asequible—; al estilo de lo que, por aquellas fechas, se hacía en París en el Teatro Olympia. En Barcelona destacan las veladas vespertinas de El Pinar; pero es en Madrid donde surge un acontecimiento que el paso del tiempo ha convertido en algo casi mítico. Unos jóvenes promotores deciden programar, con carácter quincenal, actuaciones de varios grupos y solistas de rocanrol durante las mañanas de los domingos, utilizando el local del Teatro Circo de Price.

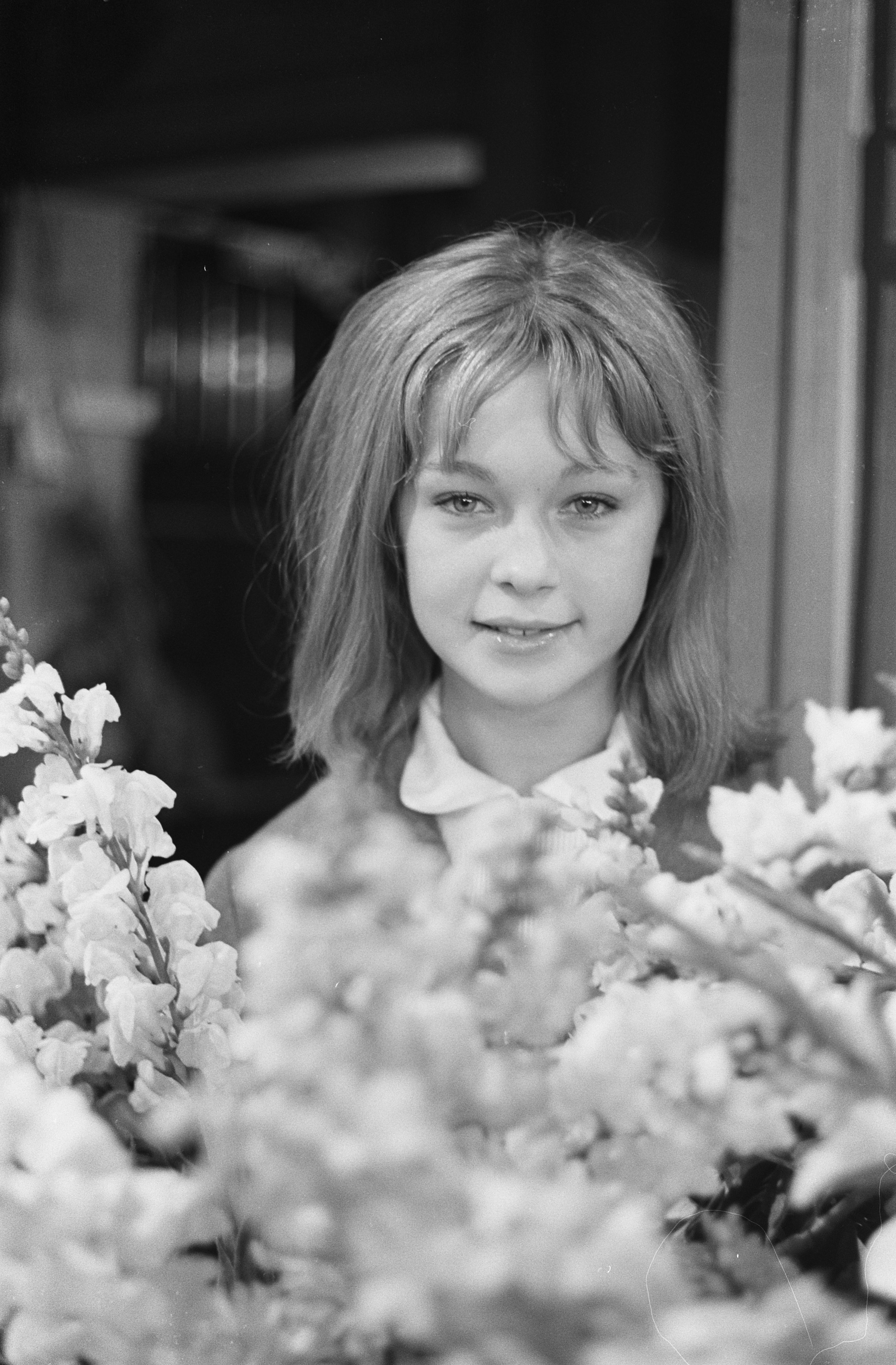
Marisol en 1962

Son las famosas «matinales del Price» que se iniciaron en noviembre de 1962 y duraron casi un año, hasta que a finales de 1963 una campaña difamatoria de la prensa ultraconservadora —orquestada por el diario Pueblo— consiguió que las autoridades franquistas denegaran el permiso para su celebración. Durante aquel año, pasaron por el escenario del Price cientos de bandas. Las matinales no solo consolidaron la escena del rock en Madrid —y en toda España— sino que facilitaron la aparición de nuevos grupos y solistas, extendiendo por todo el país la moda del rocanrol y las actuaciones de bandas amateur. Así, más allá del hecho puntual de la clausura de las jornadas del Price, la campaña anti-rock de la prensa ultraconservadora no solo no tuvo éxito, sino que terminó rindiéndose a la evidencia. El rock era ya un fenómeno de masas. De hecho, a partir de ese momento, discotecas —entonces las llamaban «boites»—, salas de fiestas, colegios mayores universitarios, locales de baile, salones recreativos e incluso piscinas municipales comenzaron a programar conciertos de grupos de rock, vista la capacidad de convocatoria que tenían entre la juventud.
En torno a 1963 llegó el fenómeno yeyé de Italia y, sobre todo, de Francia que, más aparte de lo musical, abarca aspectos estéticos, literarios, cinematográficos, de moda, etc; y que en España adquirió especial relevancia. Surgen solistas femeninas como Gelu, Karina, Rosalía, Lita Torelló, Lorella, Ana Belén, Marisol —una vez superada su etapa como niña prodigio— o Rocío Dúrcal. Y, como intérpretes masculinos, hay que destacar a Mochi y, sobre todo, a Raphael (que hasta 1969 mantuvo una línea pop evidente y que, además, fue el primer artista español del género —en sentido laxo— en obtener éxito internacional, sobre todo en Latinoamérica).
Mientras tanto, la expansión de la música surf condicionan a las nuevas bandas españolas de rock, muchas de las cuales se decantan por los sonidos instrumentales y por el uso de la reverb y el eco en sus composiciones.

### Elboomtras la British Invasion: «La era de los conjuntos». Primeros éxitos en el mercado internacional (1964-1969)
Pero es a partir de 1964 cuando se produce el verdadero Boom de la música rock y del Pop en España.

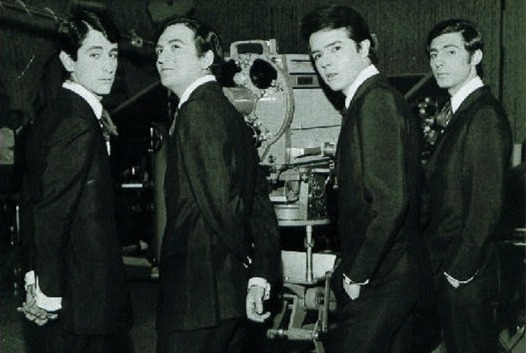
Los Brincos en una imagen de 1964. Surgidos como una especie de respuesta española a The Beatles fueron, en cualquier caso, una de las bandas más importantes de la historia del rock español.

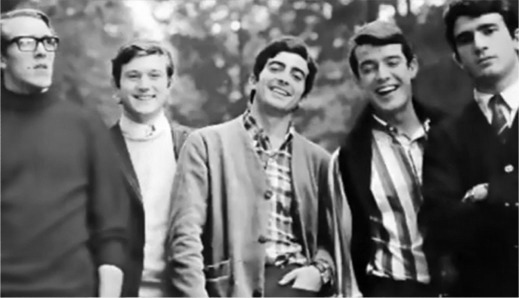
Los Sirex (1965).

Es en ese año cuando The Beatles se convierten en un fenómeno mundial y tiene lugar la llamada British Invasion, que afectó a todo el planeta. Los nuevos estilos del rock británico (la Música beat y el Rythm and blues) se imponen en todas partes, revolucionando el mundo del rock’n’roll y del Pop y dando a luz a infinidad de grupos y movimientos juveniles en los cinco continentes.
Por toda España (desde las grandes ciudades hasta los pueblos pequeños) surgen miles de nuevas bandas influidas por esos sonidos. En aquella época, para poder actuar en directo, el régimen franquista exigía tener el carnet de «artista de variedades y/o música moderna», inscrito en el Sindicato Vertical del Estado. Según los datos de la época, el número de bandas de rock’n’roll (o «conjuntos» como se decía en aquel tiempo), en torno a 1965-66 ascendía a 6.000. De hecho, en su número 17, de octubre de 1965, la revista "Fonorama" publicó una lista de más de 900 conjuntos de rock distribuidos por todas las ciudades (y algunos pueblos) del país. Y eso sin contar los grupos que nunca se inscribieron en el sindicato y que se limitaron a tocar en conciertos no oficiales y en sitios improvisados. Las cifras dan una idea de hasta qué punto, a mediados de los sesenta, el rock era algo consustancial a la juventud del país.
Surgen, entonces, algunas de las más grandes bandas de la historia de la música rock española. Los Brincos (el primer grupo en tener cierta proyección internacional -aunque modesta- en Francia, Portugal e Italia), Los Sírex, Lone Star, Los Cheyenes, Los Salvajes, Los Nivram, Los Botines, Los Pepes, Cefe y Los Gigantes, Los Gatos Negros, Los Ídolos, Los Mustang, Los Runaways, Los Polares, Los Flecos, Los Pekes, Los Shakers (que no deben ser confundidos con la banda homónima de Uruguay), Los No, etc.
Al mismo tiempo, grupos nacidos en los años inmediatamente anteriores (entre 1960 y 1963) y cuya máxima influencia hasta ese momento había sido la música surf y el primer Rock'n'roll de los cincuenta, como podía ser el caso de Los Pekenikes (que llegaron a ser teloneros de The Beatles durante su actuación en Madrid), Los Sonor, Los Relámpagos, Dúo Dinámico, los solistas Bruno Lomas y Miguel Ríos y, sobre todo, Micky y Los Tonys, se adaptaban a las nuevas tendencias y se convertían en abanderados del Beat o (en el caso de los últimos) del rythm’n’blues y del rock'n'roll más áspero, (rozando a veces algo parecido al Garage rock).

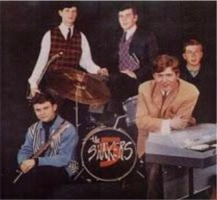
Los Shakers (1965)

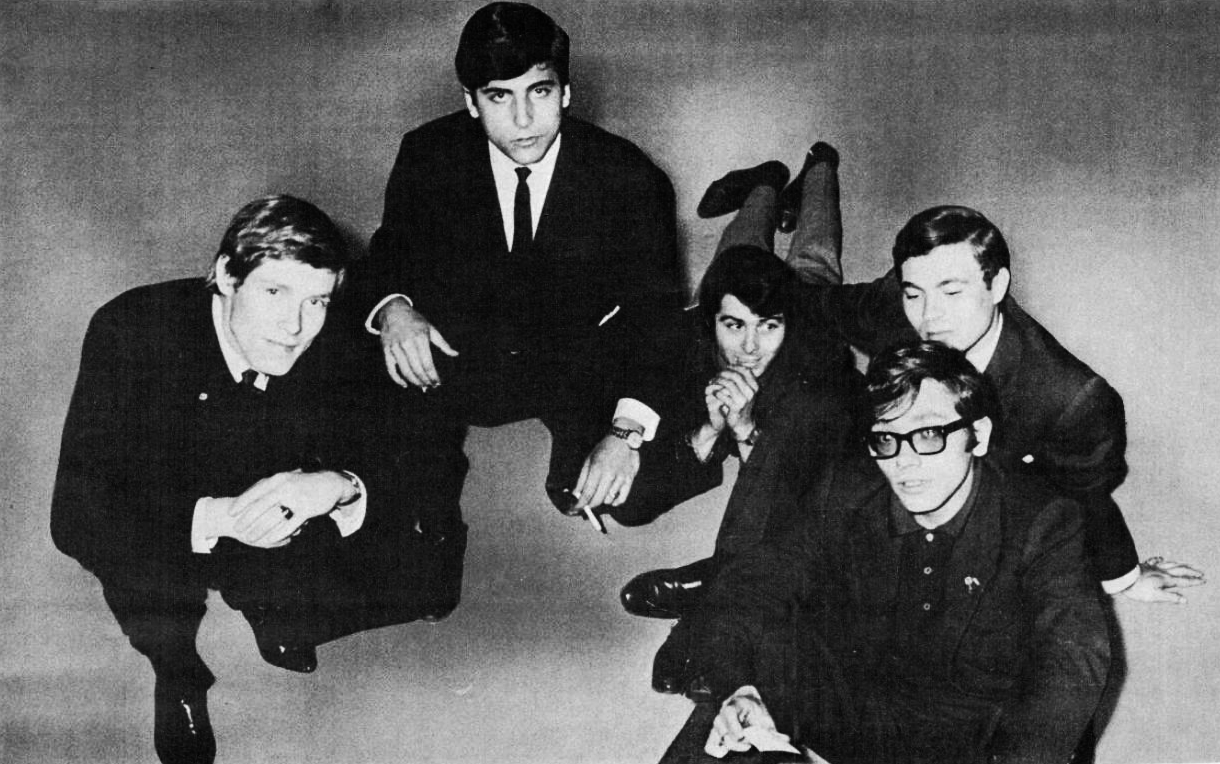
Los Bravos fueron el primer grupo español en conseguir éxito a nivel internacional, colocando su tema "Black Is Black" en los primeros puestos de las listas de Estados Unidos, Reino Unido y medio mundo en 1966

Es también por esta época (1964) cuando surge en Cataluña y Valencia una escena compuesta por grupos que interpretan sus temas (muchos de ellos versiones de canciones extranjeras) exclusivamente en catalán, también en el País Vasco aparecen bandas que incluyen temas de rock en euskera; así como en Galicia, hay que mencionar a bandas como Los Tamara y, sobre todo, al solista Andrés do Barro, que interpretan sus canciones en lengua gallega y -en el caso del último- alcanzan notable éxito en toda España. 
Entre 1964 y 1970 el rock y el Pop alcanzan su máximo apogeo en la España «franquista». La radio, la televisión, la prensa, el cine, la publicidad, la literatura, la moda, el arte y la sociedad entera están sometidas a su influencia. A despecho de la ideología reaccionaria y autoritaria del régimen, la nueva moda se impone hasta el punto de condicionar casi cada manifestación cultural, social y estética del país durante esos años.
Las nuevas bandas (que cantan exclusivamente en castellano) tienen un éxito apabullante. Venden cientos de miles de discos y convulsionan el paisaje de la España de los años sesenta. Las discográficas multinacionales (EMI, RCA, CBS, etc) abren sucursales en Madrid y en Barcelona; al tiempo que discográficas nacionales como Hispavox, Zafiro, Regal, Belter, Vergara, Columbia (no confundir con la multinacional del mismo nombre) etc, junto a otras de nueva creación, expanden su negocio y prosperan al calor de la nueva moda.
Los Brincos juegan a ser una especie de «Beatles celtibéricos», combinando las armonías, sonidos, estructuras y ritmos del Beat con otros hallazgos del Pop y, también, con elementos de la tradición musical autóctona, cultivando un estilo propio, netamente español y castizo. Los catalanes Sírex son capaces de conjugar el sonido salvaje de las bandas americanas y británicas más ásperas con la cara más amable del pop euromediterráneo y en 1965 incluso telonean a The Beatles en Barcelona. Los Salvajes aúnan el estilo de unos Rolling Stones a la española con la agresividad de los primeros The Who. Los Cheyenes son la quintaesencia del sonido sucio y crudo que practican bandas británicas como The Kinks, The Troggs o The Pretty Things y los grupos norteamericanos de Garage rock. Los Mustang, por su parte, se dedican casi exclusivamente a versionear en español los éxitos de The Beatles y de otras bandas y a practicar un Beat más aséptico y comercial. En cambio, Lone Star se caracterizan por correr ciertos riesgos estilísticos (que van desde el seguidismo beat de sus inicios hasta la experimentación psicodélica, pasando por flirteos con el Jazz y, sobre todo, con el Folk rock), evolucionando a su manera hasta encontrar (a partir de 1969-71) un estilo propio, adscribible claramente al Hard rock, que les llevará a desarrollar una larga trayectoria y a ser los únicos supervivientes del Boom de los sesenta a lo largo de las dos décadas posteriores (llegando hasta los años ochenta).

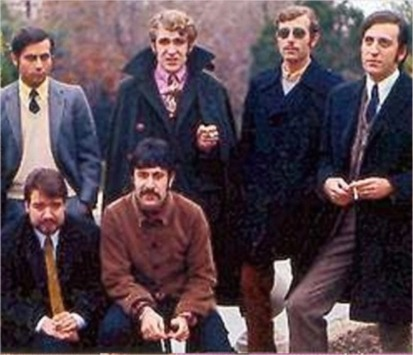
Los Pekenikes en 1966.

Se tratan de los años que fueron llamados, en su día, la «Era de los Conjuntos» o, más popularmente, «La Década Prodigiosa». El rock y el pop son un fenómeno de masas. Se venden cientos de miles de discos. Se filman películas, se escriben libros, se celebran festivales, se diseñan ropa y complementos, se crean modas. Entre 1965 y 1969 actúan en el país, además, algunas de las grandes bandas anglosajonas de rock de los sesenta, como fue el caso de The Beatles, The Kinks, The Animals, The Troggs, The Shadows, The Easybeats, Taj Mahal, Jimi Hendrix Experience, etc.
En 1965-1966, sin solución de continuidad, tiene lugar una especie de «segunda ola Beat» que afianza la tendencia anterior y da nuevo impulso al predominio del Rock y del Pop. Siguen apareciendo multitud de bandas, entre las que destacan Los Bravos, Los Mitos, Los Pasos, Los Pic-Nic, Los Gritos, Los Canarios, Los Pop-Tops, Los Grimm, Los Z-66, Los Ángeles, Los Archiduques, Juan y Junior (tras su salida de Los Brincos), Los Buenos, Nuevos Horizontes o Los Íberos. Esta nueva hornada de grupos trae consigo las últimas tendencias del rock que en ese momento nacían en Gran Bretaña y Estados Unidos. Así, con ellos, además de los ya mentados Beat y Rythm and blues aparecen y se desarrollan en España géneros como el Soul, el Pop barroco, el Sunshine pop, el Folk Rock, el Blues rock, el Acid rock y, sobre todo, la Psicodelia. 
Por otra parte, algunas de estas nuevas bandas dejan de cantar exclusivamente en castellano (como habían hecho sus inmediatos antecesores) para hacerlo, cada vez más, en inglés o, sobre todo, para simultanear ambos idiomas. Los motivos, más allá de los puramente estéticos, son también comerciales. Con el uso del inglés se intenta acceder al mercado internacional (europeo y, sobre todo, anglosajón). De hecho, algunas de estas bandas graban dobles versiones de sus temas. Una en castellano para el mercado interno español y otra en inglés para el resto del mundo.
En el año 1966 Los Bravos se convierten en el primer grupo español en obtener verdadero éxito internacional con su tema «Black is Black» (cantado en inglés), que alcanza el número 2 en las listas británicas, el número 4 en las estadounidenses y el número 1 en Canadá y varios países de Europa Occidental y del resto del mundo.  La banda madrileña seguirá teniendo éxito internacional en 1967 y 1968 gracias a temas como «I Don’t Care» o «Bring a Little Lovin'».

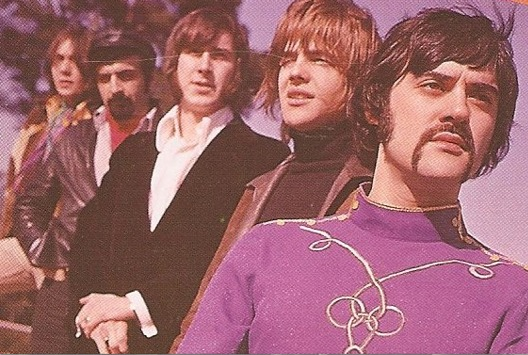
Los Buenos -representantes por excelencia de la escena blues rock española de finales de los 60- en 1968.

Otros españoles que alcanzaron éxito en el mercado anglosajón y del resto del mundo fueron el veterano Miguel Ríos (que abandonó el “Mike” con el que debutó por su verdadero nombre a mediados de los sesenta) y que entró en las listas de medio mundo (Estados Unidos, Canadá, Australia y Europa Occidental) en 1969 con una versión en inglés, titulada «A Song of Joy» de su tema «Himno a la alegría»; así como los Pop-Tops, que obtuvieron amplia repercusión internacional con canciones como «Oh Lord Why Lord» (1968) y, sobre todo, con «Mamy Blue» (1970), tema este que llegó al número 1 o 2 en las listas de Francia, Italia, Alemania, Países Bajos, Austria, Noruega, Suecia, Suiza, Bélgica, Dinamarca e, incluso, Japón.
Así pues, al finalizar los años 60, la presencia del rock en la TV, en la radio y en la prensa es incontestable; llegándose a rodar películas cuyo principal leitmotiv es la aparición de bandas y solistas («Un, dos, tres, al escondite inglés», «Megatón Ye-Ye», «Los chicos con las chicas», «Los chicos del Preu», «¡Dame un poco de amooor...!», etc); se venden cientos de miles de discos (más que de ningún otro género musical) hasta el punto de que el mercado discográfico español se convierte en uno de los diez primeros del mundo (de hecho, oscilará entre los puestos octavo y noveno hasta los primeros años del siglo XXI, cuando tras la crisis discográfica, bajará al decimotercero);  se crean modas y tendencias; se publican libros y revistas dedicados a los nuevos ritmos y estilos; la juventud identifica el rock y el pop como el sonido de su generación y uno de sus principales cauces de expresión cultural y estética.

## Los años setenta. Del rock progresivo al rock urbano (1969-1978)
La llegada del Soul, el Blues rock, la Psicodelia, la cultura Hippie y las nuevas tendencias de finales de los sesenta afectó negativamente a la mayor parte de las bandas anteriores (los «conjuntos»), que, o bien no supieron adaptarse a los nuevos estilos, o lo hicieron de manera forzada y poco natural. Los mayoría de grupos seminales van desapareciendo con el cambio de década y los que los relevan son muy diferentes. Como dato relevante, el castellano cedió, cada vez más, ante el inglés como principal lengua de expresión en el rock español durante los primeros setenta.

### Principio de los setenta. El fenómeno del «underground» y del rock progresivo (1969-1973)
Lo que pocos años antes era una escena variada pero homogénea y reconocible, va cambiando y escindiéndose en dos corrientes bien diferenciadas:

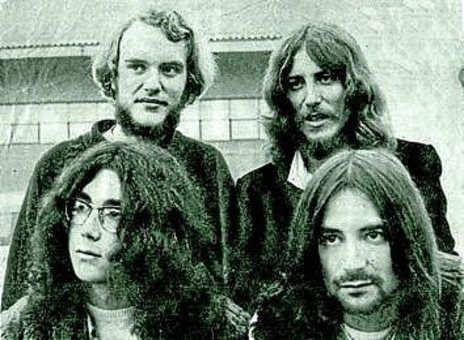
Los sevillanos Smash en 1969.

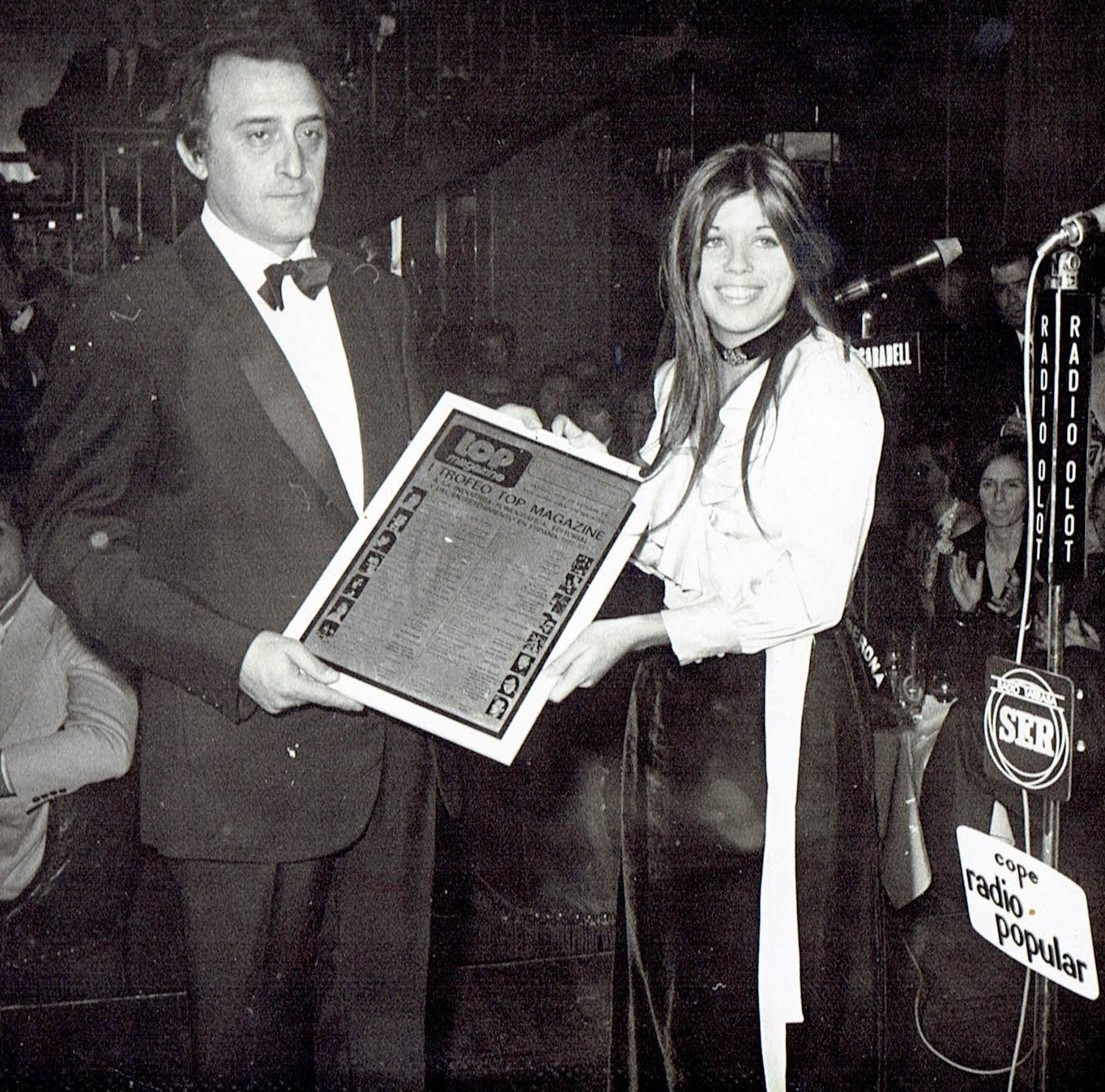
Jeanette en la entrega de premios de la revista Top Magazine en 1973. Fue la voz principal de unas de las bandas más exitosas de finales de los sesenta, como
Pic nic.

Por un lado aparecen bandas que, tras la desaparición de la moda yeyé, practican lo que podría ser considerado el equivalente español al «Bubblegum pop» (o música chicle) que, en la época, cosechaba gran éxito en Estados Unidos y Reino Unido. Hablamos de grupos como Fórmula V, Los Diablos, etc, a los que se unen supervivientes de la generación anterior como Los Mitos. La música que practican es un pop interpretado en castellano, pegadizo y de rápido consumo. Esta corriente sobrevivirá hasta mediados de la década de los setenta gozando del favor del público. Junto a ella, prosperó también una escena de rock comercial, melódico y baladístico cuyos máximos representantes fueron los barceloneses Santabárbara (aunque alternaban las baladas para radiofórmulas con algunos escarceos con el Hard rock en sus discos).
Por el otro lado, hacia 1969, los sonidos del blues rock y la Psicodelia sesentera evolucionan hacia lo que, en España, se conoció como el «Underground»; término con el que se lo identificaba en su época, sin que la palabra guarde verdadera relación con lo que realmente significa en inglés ni con lo que ahora se entiende por tal en relación con el rock (en realidad era la denominación que en la época se usó para el Rock progresivo hecho en España). Y que venía a representar una mezcla entre la cultura Hippie, los experimentos psicodélicos, el primer Rock sinfónico británico, el Hard rock y el Jazz-rock. Al abrigo de la etiqueta «underground» surgen multitud de grupos y solistas entre 1968 y 1971. Aunque estilísticamente presentan algunas diferencias (hay bandas más escoradas hacia el blues rock, otras tienden al hard, algunas son todavía muy psicodélicas; e incluso las hay netamente experimentales), todos tienen en común las influencias antes señaladas, un sonido claramente identificable como Rock progresivo y el uso casi general del inglés para sus composiciones. Las bandas más reseñables del movimiento son Máquina!, Om, Módulos, Vértice, Euterpe (que colaboraron activamente con un excomponente fundador de los ingleses Soft Machine), Alacrán, Pan & Regaliz, Música Dispersa, Gong, Fusioon, Nuevos Tiempos, etc.
Otros ejemplos que, o bien se apartaron claramente de la corriente principal o bien trascendieron el estilo y el momento, sobreviviendo a la posterior debacle del género y ejerciendo una tremenda influencia en las generaciones siguientes fueron grupos como Época, Expresión, los sevillanos Storm o Tapiman (todos ellos practicantes de un Hard rock explícito, en la estela de bandas británicas como Deep Purple, Led Zeppelin, Grand Funk Railroad o Black Sabbath; sin ningún resabio sinfónico ni progresivo -y por ello auténticos precursores de lo que luego daría en llamarse Heavy metal); de los solistas catalanes Pau Riba y Jaume Sisa (que publicaron todas sus canciones en catalán-); de las Vainica Doble (un dúo femenino que cantaba únicamente en castellano); de Cecilia y de Hilario Camacho (a los que a veces se ha catalogado como cantautores pero cuyos primeros discos y sonidos estaban muy cercanos al Rock progresivo y al psych-folk); del vasco Mikel Laboa (del que puede afirmarse lo mismo, pero cantando en euskera); de Solera (más orientados al folk-rock y también expresándose, como los anteriores, exclusivamente en castellano); y, sobre todo, de los sevillanos Smash, una de las formaciones más originales, influyentes y peculiares de toda la historia del rock español (que combinaron el prog, el blues rock, la tardo-psicodelia, la fusión flamenca y hasta el Hard rock).

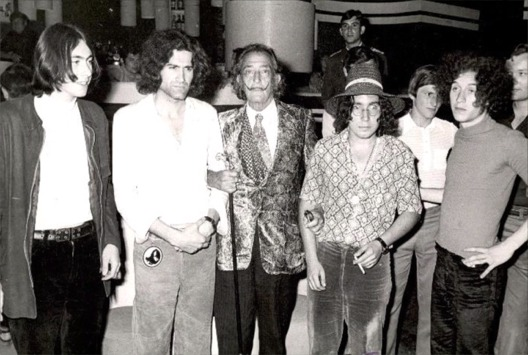
Los progresivos Maquina! junto a Salvador Dalí en una imagen de 1970.

Al contrario de lo que había ocurrido hasta entonces con los diferentes estilos y subgéneros surgidos en los sesenta, casi ningún grupo (con la notable excepción de Módulos) de los que se acogieron a la etiqueta «Rock Progresivo» o «underground» consiguió un éxito de ventas ni logró verdadera aceptación popular. Y eso que, como ya se ha señalado, el término «underground» era en realidad una etiqueta comercial, no la expresión de una realidad (no fue nunca un estilo marginal ni «subterráneo» ni sufrió ningún tipo de silenciamiento o rechazo por parte de la industria). Es más, contó con el apoyo activo de muchos medios, como la nueva prensa musical nacida en la época (revistas como Disco Exprés o Cau; y periodistas como Mario Pacheco, Gonzalo Garciapelayo, Ángel Casas y Jordi Sierra i Fabra), la radio (donde proliferaron los programas dedicados al género) y un buen número de casas discográficas. Incluso se realizaron frecuentes festivales dedicados a los nuevos grupos y sonidos progresivos, tanto en Madrid como en Barcelona y otros puntos del país.

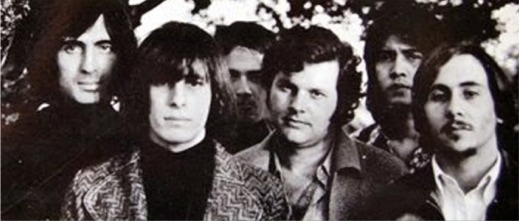
Barrabás en una imagen de 1971.

Se han formulado varias teorías para explicar esa falta de éxito popular del «Underground». Según la más extendida, el motivo principal residió, más que en el experimentalismo musical, en su insistencia en emplear el inglés en lugar del castellano.
Aunque no debe obviarse el caso de Barrabás, un grupo español que fusionaba el rock con los ritmos latinos, la música africana, el Soul, el jazz y el funk en la estela de Santana, Malo u Osibisa y que cantaba exclusivamente en inglés; lo que no le impidió tener un notable éxito en España y, además, le permitió entrar en listas de venta de Europa Occidental e, incluso en el mercado anglosajón (USA, Canadá y Reino Unido) entre 1971 y 1975.

### Segunda mitad de los setenta. Nacimiento y auge del rock andaluz y del rock urbano (1973-1978)
Sea por una u otra razón, lo cierto es que hacia 1973 el rock perdió la omnipresencia y el favor popular que había tenido en la década anterior. El público y los medios, en aquel momento, se inclinaban más por la canción ligera, los cantantes melódicos -tanto nacionales (del estilo de Julio Iglesias o Camilo Sesto) como, sobre todo, italianos-;  los cantautores (que experimentaron un asombroso auge entre finales de los sesenta y principios de los setenta) y, por encima de todo, la naciente Música disco.
No obstante, hay que citar, la fugaz aparición, entre 1973 y 1976, de lo que dio en llamarse «Gipsy rock» y que consistía, básicamente, en la interpretación en clave de rock (con un sonido cercano al Glam o muy influenciado por este) de las músicas propias de la minoría de etnia gitana que habitaba pequeñas zonas (que a veces adoptaban la forma de auténticos guetos) de algunas grandes ciudades españolas; ritmos basados, básicamente, en la rumba gitana, la copla, las canciones carcelarias y el flamenco. Más que un movimiento real, fue una creación de la industria discográfica; pero eso no impidió que, a pesar de su corta vida, obtuviese un notable éxito popular, alumbrase formaciones y solistas tan idiosincráticos y originales como Las Grecas (cuyo primer álbum se titulaba, precisamente, «Gipsy Rock»), Los Chorbos o Los Amaya y diese lugar a un tipo de sonido peculiar que en su día también se conoció como «Sonido Caño Roto». Tras su rápida desaparición, el «Gipsy rock», aún coleó en algunos grupos gitanos como Los Chunguitos (a los que habitualmente se relaciona con la rumba pero cuyos primeros discos tenían una evidente cercanía al rock, al menos entre finales de los 70 y principios de los 80) y, sobre todo, influyó a toda la escena «rumbera» y gitana de años posteriores (que ya no tenía nada que ver con el rock).
En cualquier caso, y a pesar de ese «reflujo», en modo alguno se puede afirmar que el Rock como tal dejase de tener presencia y aceptación en España. De hecho, grupos y solistas extranjeros como Led Zeppelin, Creedence Clearwater Revival, Deep Purple, Pink Floyd, Santana, T-Rex, David Bowie, Rod Stewart, Black Sabbath, Supertramp o Eric Clapton cosechaban un enorme éxito, vendían cientos de miles de discos -llegando a los primeros puestos de las listas- y, cuando algunos de ellos actuaban en el país (como fue el caso, entre 1970 y 1976, de Lou Reed, Jethro Tull, John Mayall, The Rolling Stones, Traffic, Status Quo, Queen, Eric Burdon o Rory Gallagher, entre otros), contaban con una masiva asistencia de público. Así pues, el Rock, como género, seguía teniendo aceptación entre la juventud y millones de seguidores dispuestos a disfrutarlo. Fue la evolución seguida por la propia escena, la «resaca progresiva», la que había provocado el divorcio entre el rock español y su público. 

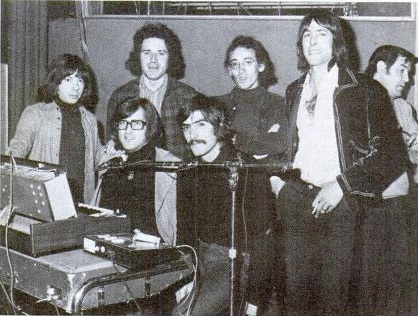
Triana, el grupo más importante y representativo del rock andaluz, durante la grabación de su primer álbum (1974).

Pero, afortunadamente, eso empezó a cambiar a partir de 1973. Aparecieron nuevas bandas que estaban dispuestas a aprovechar la experiencia progresiva, asimilando las nuevas corrientes internacionales y llenando el hueco que se había creado en la escena nacional. Así, en Cataluña surgen formaciones como Companyia Elèctrica Dharma, Iceberg (formación de la que saldría años más tarde Pegasus) o Música Urbana que dan lugar a un movimiento conocido en su día como «Rock Laietá»; y, a su lado, otras como Macromassa o la propuesta de Perucho's, presentada en el Festival Canet Rock, alumbraron, paralelamente, una escena experimental y arty, más relacionada con la música electrónica y emparentada con lo que en países como Alemania se estaba haciendo en ese momento a través del kraut rock. En Galicia, Emilio Cao publica sus primeros discos, directamente adscribibles al Psych-folk, en los que mezcla las viejas enseñanzas de la psicodelia, el prog y la Música celta de tradición gallega. En otras partes del país aparecen Bloque, Crack, Granada, Tílburi, Itoiz o Ibio. Todos estos grupos (salvo los experimentalistas barceloneses, el gallego Cao y los folk-roqueros Tílburi) practican, en realidad, Rock sinfónico (género que en aquel momento dominaba el panorama mundial) al que, a veces, añaden elementos de la música tradicional del país. Y, desde luego, todos ellos cantan mayoritariamente en su lengua materna (sea castellano, catalán, gallego o euskera).
Surgieron también una serie de bandas que practicaban un tipo de rock de carácter irónico, humorístico, irreverente y casi vodevilesco (siempre cantado en español) y cuya clasificación dentro de un estilo resulta casi imposible de establecer; aunque, si hay que relacionarlas con algún referente externo, quizás la Bonzo Dog Doo-Dah Band o Frank Zappa y sus Mothers of Invention en su faceta más paródica serían los únicos ejemplo plausibles. Hablamos de formaciones como Las Madres del Cordero, Desmadre 75, Moncho Alpuente y los del Río Kwai o Desde Santurce a Bilbao Blues Band. Aunque su vida fue breve (lo que no les impidió gozar de bastante popularidad en su momento), su influencia en el posterior devenir de la historia del Rock español fue más importante de lo que a primera vista pudiera parecer; ya que al final de los mismos años 70, e incluso en las décadas posteriores (años 80 y 90) surgieron grupos que, de alguna forma, recuperaron el mismo espíritu chocarrero, mordaz y paródico aplicado al rock.

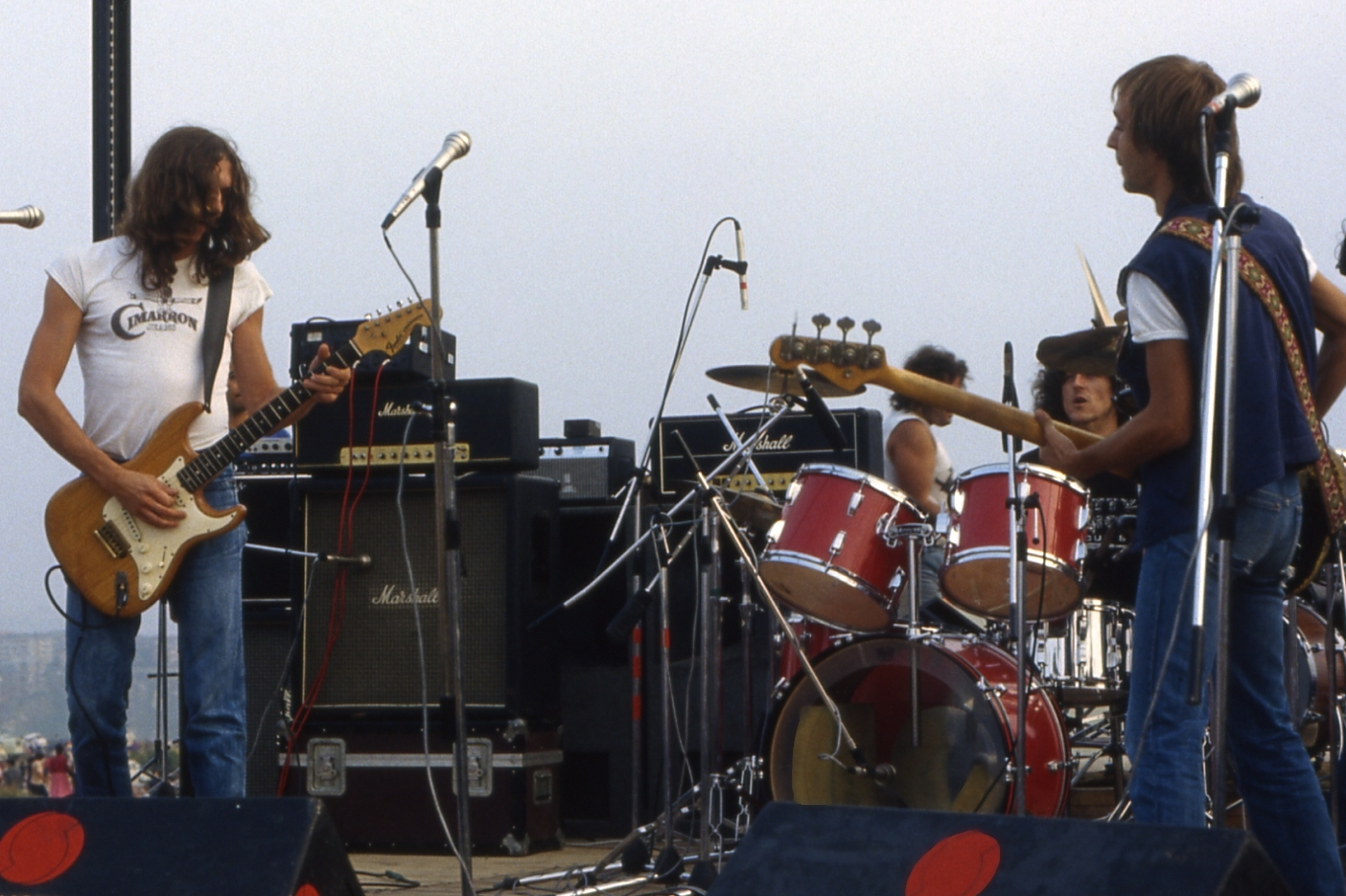
Leño en directo

Pero, en cualquier caso, es en Andalucía donde el Rock sinfónico español alcanza su máxima expresión, alumbrando lo que se ha dado en llamar Rock andaluz; una corriente que aunaba el moderno sinfonismo de raíz anglosajona (pero interpretado en castellano), las enseñanzas del progresivo español (sobre todo las de Smash) y la propia tradición musical andaluza (el flamenco, principalmente); y que alcanzó, esta vez sí, un enorme éxito comercial y una presencia abrumadora a nivel de medios y listas en todo el país durante el resto de la década. Surgen entonces figuras como Gualberto o Lole y Manuel y, sobre todo, bandas como Goma, Imán, Cai, Guadalquivir, Alameda o, un poco más tarde, Tabletom y Medina Azahara.
Pero entre todos ellos, son sin duda los sevillanos Triana los representantes por excelencia del rock andaluz, el grupo-icono del movimiento. Tras publicar su primer sencillo en 1974 (y su primer álbum en los primeros meses de 1975), se convirtieron en uno de los grupos más influyentes y exitosos de la historia del rock en España, marcando la pauta del género y vendiendo cientos de miles de discos durante el resto de la década.
Al mismo tiempo, en Madrid y otras ciudades aparecen bandas que, aunque también están influidas por el rock sinfónico, se decantan mayoritariamente hacia los sonidos más duros y ásperos del Hard rock, del Blues rock y de lo que en pocos años se conocerá como Heavy metal y que, aunque en un primer momento empiezan cantando en inglés, terminan empleando exclusivamente el castellano como medio de expresión. Surge así una corriente musical que dio en llamarse Rock Urbano que trascendió más allá de la década que lo vio nacer, llegando (bajo diferentes denominaciones, con nuevos intérpretes y modificado/actualizado por sucesivas influencias musicales) hasta el siglo XXI. Sus primeros representantes son grupos como Asfalto, Leño, Topo, Ñu, Coz, Unión Pacific o Cucharada (estos últimos con cierto punto teatral y resabios glitter). Incluso «históricos» de la década anterior como Lone Star o Miguel Ríos, que arrastran largas trayectorias desde los años 60 y seguían su particular evolución, podrían añadirse a la nómina «urbana» con sus álbumes de la segunda mitad de los setenta (el segundo también se acercó al rock andaluz con su disco «Al Andalus» de 1976). En contra de lo que muchas veces se ha afirmado, el movimiento fue apoyado activamente por la prensa musical (la ya mentada revista Disco Exprés o las recién aparecidas Popular 1, Vibraciones y Star), emisoras de radio (entre las que destacan las de la entonces reciente FM y, sobre todo, «Musicolandia», el programa del famoso disc-jokey Mariskal Romero), compañías discográficas como Movieplay, Gong (más especializada en el Rock andaluz) o Discos Chapa (creada expresamente por el propio Mariscal Romero para grabar ese tipo de bandas «urbanas» y que dio el pistoletazo de salida a esta escena musical con la publicación, en 1975, del primer volumen de una recopilación de distintos grupos titulada «Viva el Rollo») o programas de TV (el entonces famoso «Popgrama» y, sobre todo, el recordadísimo «Musical Exprés») de forma que la mayor parte de las bandas consiguieron afianzarse en poco tiempo, adquiriendo carta de naturaleza y moviendo tras de sí muchos aficionados.
De entre todos los grupos citados, destacaron especialmente Leño. A pesar de su aparición relativamente tardía (1978), de su corta vida (que duró poco más de cinco años) y de su sucinta discografía (tres álbumes de estudio y uno en directo), consiguieron ser la banda más representativa, exitosa e influyente de esta primera generación del Rock Urbano español. Su legado, de hecho, atravesó los ochenta y los noventa llegando hasta la actualidad e influyendo a numerosas bandas españolas de rock duro.

### Los «francotiradores»: el«rock bronca»y la llegada de los argentinos (1973-1978)
Junto a todos estos grupos, surgen otros que podríamos calificar de «francotiradores», ya que, aunque comparten con los anteriores la adscripción generacional, el ambiente e, incluso, la escena, no pueden ser englobados realmente ni en el Rock Urbano ni en el sinfónico. Y para los que, en su momento, se acuñó el término «rock bronca», «rock macarra» o «rock cheli» a la hora de definir su estilo. Mermelada practicaba un rhythm and blues nervioso y urgente que estaba muy cerca, espiritual y estéticamente, de lo que, por aquel entonces hacían los británicos Dr. Feelgood. Indiana eran una banda de rock'n'roll y pop directo en la línea de The Flamin' Groovies. Brakaman eran herederos, espiritual y estéticamente, del viejo Glam rock y de los sonidos de bandas como New York Dolls y solistas como Lou Reed. La Orquesta Mondragón aunaba escenificaciones circenses, casi vodevilescas y paródicas, al estilo de los estadounidenses The Tubes con un rock fibroso, inspirado también en el glam, en los sonidos clásicos de los 50, 60 y primeros 70 y en cosas como las que estaba haciendo por aquel entonces Ian Dury con su banda Kilburn And The High Roads o, poco después, con los Blockheads. Y Burning no andaban muy lejos de lo que artistas como Graham Parker estaban grabando en aquel momento aunque en una onda más claramente «stoniana». Ya más tangencialmente, otras bandas «aisladas» del resto de escenas serían La Romántica Banda Local —aunque su folk se encontraba muy cercano a la escena progresiva—, Veneno —teniendo en cuenta que guardaba muchos débitos con el rock andaluz—, Paracelso y Cánovas, Rodrigo, Adolfo y Guzmán.

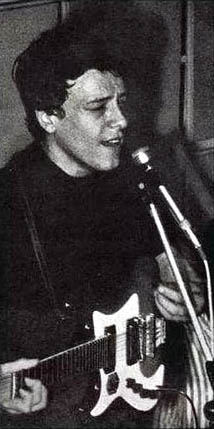
El argentino Moris, figura de culto en España y genuino representante de los artistas llegados de Argentina a mediados de los setenta

A ellos se unen, a partir de 1976, una oleada de artistas argentinos compuesta por músicos de origen rioplatense que se asentaron en la España inmediatamente posterior a la muerte de Franco tras el establecimiento de una dictadura militar en su país. Hablamos de Moris, Sergio Makaroff, Joe Borsani y, sobre todo, Tequila (un grupo formado en Madrid por tres españoles y dos miembros de origen bonaerense; Alejo Stivel y Ariel Rot que eran los líderes y compositores del grupo). Estos artistas argentinos no crearon corrientes nuevas, como en alguna ocasión se ha podido insinuar, sino que integraron su capacidad como letristas y compositores de rock en castellano a escenas diferentes pero ya preexistentes en la geografía española. De hecho un «lugar común» es el que insiste en afirmar que los argentinos emigrados a España «enseñaron a los grupos españoles a cantar rock en castellano» (porque se había perdido la costumbre o -en una afirmación que roza lo disparatado- nunca se había hecho hasta ese momento) que quizás tenga su origen en una expresión acuñada por el prestigioso periodista musical español Diego A. Manrique, con vocación de licencia poética y cuyo objetivo era reivindicar la importancia del aporte argentino en el rock español de la segunda mitad de los 70. Pero incluso el autor ha reconocido reiteradamente que su afirmación, de carácter laudatorio, no debía ser tomada al pie de la letra.
Ninguno de ellos (ni los españoles ni los argentinos), a excepción de Aquelarre, guardaban débitos con el rock sinfónico ni con el Hard rock o el Heavy Metal. Sus influencias eran otras. El rock 'n' roll clásico, los Rolling Stones de la primera época y principios de los setenta, el Lou Reed más afilado, el David Bowie de la era Glam, el Rythm’n’blues de la vieja escuela o el pop ingenuo e inmediato de los sesenta. Curiosamente, si tuviéramos que buscar fuera de España un equivalente a lo que representaban estas bandas y solistas, lo más aproximado que podríamos encontrar sería el movimiento Pub rock que, por aquellos años, se desarrollaba en Gran Bretaña.
En cualquier caso, de todos ellos (y exceptuando al ya veterano Moris, que volvió a Argentina a finales de los 80) fueron Burning los que desarrollaron una carrera más larga, permaneciendo fieles a su estilo hasta el día de hoy; arrastrando tras de sí una legión de fieles seguidores que incluyen varias generaciones y ganando un prestigio que los ha convertido en uno de los iconos vivos del rock’n’roll español.
También hay que destacar la originalidad de Veneno, banda sevillana formada por Kiko Veneno y los hermanos Amador (de origen gitano) que fusionaron el flamenco con el rock pero de una manera muy distinta a las bandas de Rock Andaluz. El componente rock que Veneno manejaba no tenía nada de sinfónico, estando mucho más cerca del rock'n'roll tradicional, del Blues e, incluso, de la nueva sensibilidad que anticipaban sonidos más modernos que iban a surgir ya en la década siguiente. Tras la rápida disolución del grupo, en 1978, tanto Kiko Veneno como los hermanos Amador (Rafael y Raimundo) siguieron su propia trayectoria. El primero integrándose, en cierto modo, en la Nueva Ola y el post-punk de los ochenta y desarrollando un estilo propio y peculiar; y los segundos montando la banda Pata Negra, en la que fusionaron de forma absolutamente explícita el flamenco y el blues. De hecho, Raimundo Amador se ha convertido, con el paso de los años, en un icono del blues en español (género al que ha aportado su sensibilidad gitana y aflamencada, llegando a tocar con figuras como B.B. King).
Por su parte, los Tequila alcanzaron, casi inmediatamente, un éxito multitudinario (mayor incluso que el de los sinfónicos andaluces Triana) y se transformaron en una banda superventas y en un ejemplo del fenómeno «fans» de finales de los setenta, colocando varios de sus discos (sencillos y LP) entre lo más alto de las listas españolas hasta su disolución en 1982.
Sea como sea, el caso es que, a finales de la década, la situación seguía siendo bastante positiva para el rock español. Es por eso que habría que cuestionar las teorías (extendidas, sobre todo, durante los años siguientes) que hablan de los 70 como de algo parecido a un hiato entre los 60 y los 80, una “década perdida”, una «travesía del desierto» en lo que al rock en España se refiere. Sin duda, el objetivo (quizás inconsciente) de esas afirmaciones era magnificar el impacto que la explosión ochentera tuvo en el panorama musical y cultural español, minusvalorando, al mismo tiempo, lo inmediatamente anterior. Aunque también hay que decir que no fue una tendencia exclusivamente española (pues la infravaloración de los setenta llegó a ser un lugar común en la historiografía del rock durante los años 80 y primeros 90 a lo largo y ancho del mundo).

## Los años ochenta. La edad de oro del pop español y otras escenas musicales (1977-1990)
Entre 1976 y 1977 se produjo una auténtica revolución en el rock mundial con la aparición del Punk y de la New wave  en Estados Unidos y Gran Bretaña.
A España llegaron muy pronto esos sonidos y movimientos, creando, entre las nuevas generaciones,  una conmoción muy similar a la que había producido en el resto del mundo.

### El primerpunkespañol. La ruptura con los setenta (1977- 1978)
En la escena rock española la aparición del Punk y la New Wave tuvo el mismo carácter revulsivo, inesperado, e incontrolable que en sus focos originales (Estados Unidos y Gran Bretaña).
Así que, cuando surgen grupos como los madrileños Kaka de Luxe, Ramoncín y W.C. o los barceloneses La Banda Trapera del Río -considerados los primeros representantes del punk español-, cogen por sorpresa a bandas, críticos, aficionados y medios. Al principio, algunos disc-jockeys y periodistas radiofónicos especializados en Rock Urbano como el Mariscal Romero y Paco Pérez Bryan los apoyan (Romero llega a producir el disco de Kaka de Luxe y a publicarlo en 1978, en su sello Discos Chapa). Pero pronto queda claro que los primeros punks españoles no solo son, musical, espiritual y estéticamente, muy diferentes de los grupos de Rock Urbano sino que, además, reniegan de ellos (aunque no de los «broncas»). Sus referentes son otros: The Ramones, The Sex Pistols, The Damned, The Clash o los sesenteros The Velvet Underground e Iggy Pop y sus Stooges. Para colmo, sus letras, más que crítica social al uso (como entonces se estilaba), muestran un nihilismo y una ironía corrosiva que no tiene relación con nada de lo anterior.
Revistas como Vibraciones y, sobre todo, Star, se desmarcan de las tendencias dominantes y apuestan claramente por el Punk y la New Wave. Es, de alguna manera, el fin de los setenta y de todo lo que la década ha representado. Un «borrón y cuenta nueva» para comenzar de cero. La coartada del Punk y de la New Wave asumida hasta sus últimas consecuencias.

### La explosión de los primeros ochenta. La nueva ola española y la movida madrileña (1978-1984)

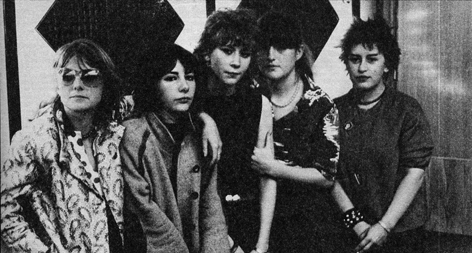
Las Chinas en 1979.

El estallido del Punk provocó la aparición, a partir de 1978-79, de infinidad de bandas que configuraron lo que, en su momento, se denominó la Nueva Ola española (traducción literal del inglés New Wave) y que poco después fue conocido con el nombre de La Movida. A ese respecto hay que aclarar que el adjetivo “madrileña” que con tanta frecuencia se ha aplicado al movimiento surgió en un momento posterior. Y que no fueron los grupos, ni los críticos especializados los que lo emplearon, sino los medios culturales y políticos municipales, que vieron en ello una forma de autopromoción y de afianzamiento. Por eso, reconociendo la importancia del foco capitalino, es de justicia aclarar que el movimiento no fue, en modo alguno, exclusivamente madrileño, sino común a todo el país.
En cualquier caso, sí es cierto que en Madrid surgieron muchísimas bandas, como Radio Futura, Alaska y los Pegamoides, Mamá, Aviador Dro y sus Obreros Especializados, Glutamato Ye-Yé, Nacha Pop, Los Secretos, Los Zombies, Los Elegantes, Los Bólidos, Paraíso, Las Chinas, Los Ejecutivos Agresivos, Rubi y los Casinos, Ella y los Neumáticos o Clavel y Jazmín. Pero, al mismo tiempo, en otros puntos del país también aparecen un montón de grupos en la misma línea como Los Rebeldes, Los Rápidos, Último Resorte o Zarama.
Aunque son diferentes desde el punto de vista estilístico, todos tienen en común las influencias del Punk y la New Wave, un apoliticismo total en cuanto a las letras (lo que entonces algunos criticaron como “ausencia de compromiso”), la negación de los sonidos y la estética con los que se identificaba a los 70 y, al mismo tiempo, una especie de reivindicación explícita de los años 60 (pero sin llegar al "revivalismo").

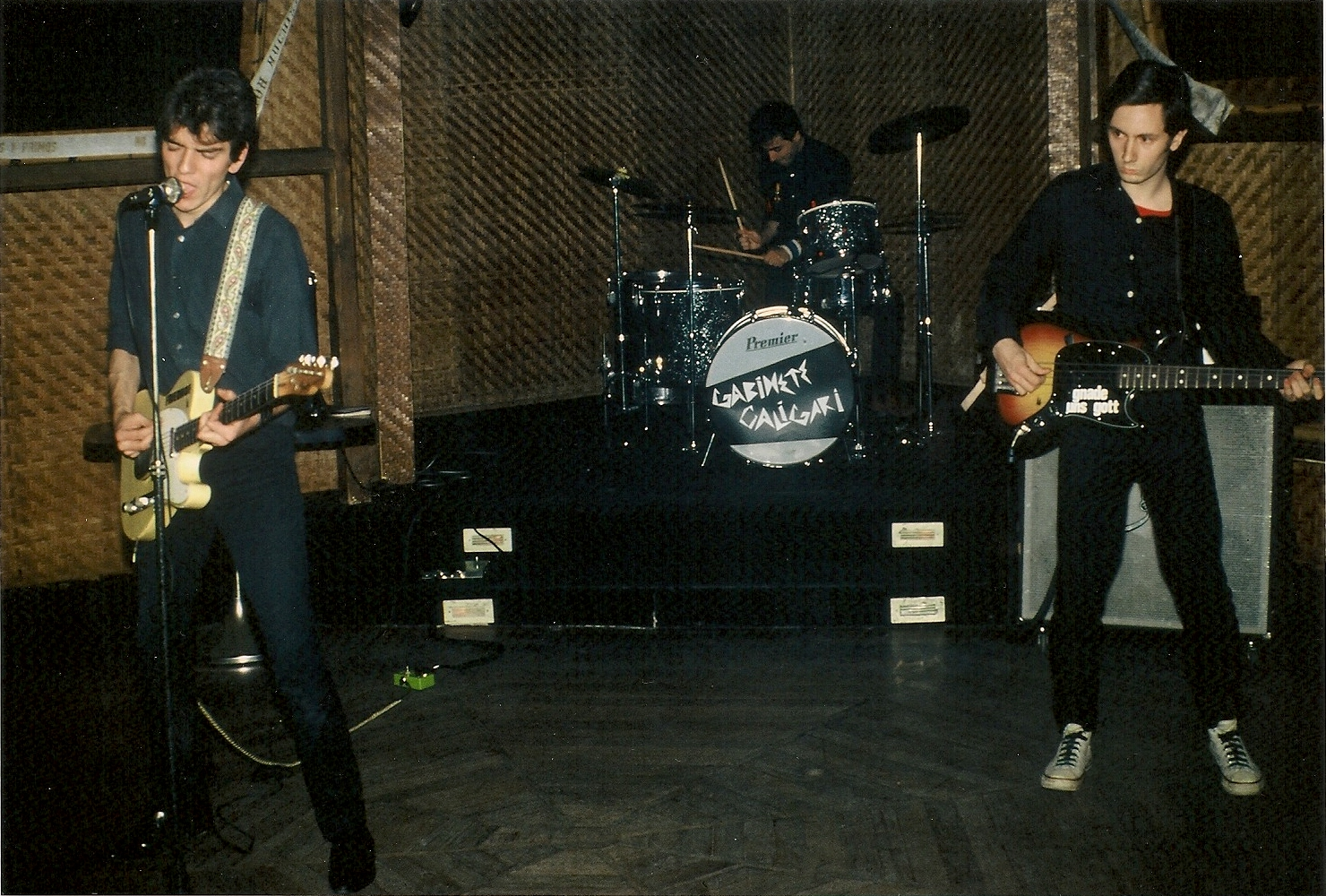
Gabinete Caligari en directo (1981).

Esta explosión trajo consigo mucho más que música. Se multiplicaron los fanzines, aparecieron nuevos programas de radio (tanto en onda media como en FM), nuevas revistas musicales (Rock Espezial, Rockdelux), cómics, películas, novelas y, sobre todo, nuevos locales (bares, salas de conciertos) en torno a las bandas y a los recién creados sonidos. Y cambió radicalmente la imagen, que pasó a ser algo muy importante. Estéticamente, los grupos tenían un aspecto muy diferente al de sus antecesores de los 70. Habían vuelto los pelos cortos, las americanas, las corbatas estrechas, las minifaldas, las medias de colores, los estampados Op-art, los pantalones de pitillo y los zapatos puntiagudos (o los botines de tacón cubano). Desaparecieron las melenas, las barbas, las maneras post-hippies y los vaqueros acampanados. En su afán por desmarcarse de la década anterior, los nuevos grupos reivindicaban los sonidos y la estética de los años sesenta, adaptados a los nuevos tiempos, llegando incluso a versionear canciones de las viejas bandas españolas de la era Beat. Por otra parte, mientras los grupos de Rock Urbano (e incluso los primeros punks) habían abordado el tema de la gran ciudad (la suya, la que sea) como algo hostil, sucio y desagradable, las bandas nuevaoleras declaraban su amor por la ciudad moderna, con sus multitudes, sus avenidas, sus escaparates, sus polígonos industriales, sus estaciones de metro y su iluminación nocturna y multicolor.
Musicalmente, y a pesar de las diferencias estilísticas (que van del punk-pop de Alaska y los Pegamoides al Tecno-rock de Aviador Dro y sus Obreros Especializados) en casi todas las bandas se nota una evidente influencia de los sonidos enérgicos y directos del punk, del Power pop, del rock más directo y sencillo y, sobre todo, de referentes británicos y norteamericanos como The Ramones, Elvis Costello & The Attractions, Blondie, XTC, The B-52's, The Cars, Graham Parker & The Rumour, Talking Heads o Television. Canciones de poco más de dos minutos, con melodías directas, estribillos pegadizos, ritmos simples, predominio guitarrero y total ausencia de virtuosismo.
Hacia 1981-83 se produce una nueva oleada de grupos, cada vez más eclécticos y variados en cuanto a sonido y estética, pero siempre con el común denominador de las influencias New Wave y post-punk. Los estilos van desde el rock casticista y casi “nacionalista” de Gabinete Caligari al rock’n’roll tradicionalista de Loquillo y los Trogloditas; el punk de Siniestro Total, Interterror, Eskorbuto, Radio Océano, Espasmódicos, Las Vulpess, PVP, Farmacia de Guardia, Los Nikis, Decibelios o T.N.T; el pop sofisticado y elegante de Esclarecidos o Presuntos Implicados; el after-punk casi gótico de Parálisis Permanente, Alphaville o Décima Víctima (estos últimos deudores absolutos del sonido oscuro de los británicos Joy Division); los sonidos funkies de Ciudad Jardín u Objetivo Birmania; el Power pop de Pistones, los Zoquillos, Brighton 64, La Dama se Esconde o 091; los sonidos sintéticos, futuristas e industriales de Esplendor Geométrico; la onda neorromántica y Tecno-Pop de Danza Invisible, Video, Glamour o Betty Troupe; el rock directo y canallesco de Ilegales; u otras muchas bandas más de la New Wave como Sindicato Malone, Polanski y el Ardor, Almodóvar & McNamara, Kul de Mandril, Los Burros, Peor Impossible o el post-punk de Derribos Arias, Os Resentidos y Ultratruita.
La avalancha es incontestable y cambia, definitivamente, el panorama del rock y del Pop en España y hasta el paisaje social, cultural y estético. Es el momento en que surgen las primeras “Tribus Urbanas” en el país. Las calles de las ciudades y los pueblos españoles se llenan de punks, góticos (entonces se les llamaba “siniestros”), mods, rockers, heavies, tecnos, teddies, etc. Con ellos surge también un espíritu hedonista que reacciona contra la politización de los últimos años del franquismo y de finales de los setenta y que reivindica exclusivamente la diversión, la modernidad e incluso la frivolidad.
En un primer momento (1979-80) las compañías discográficas establecidas parecen apoyar a las nuevas bandas y fichan a muchas de ellas. Pero esos primeros lanzamientos, a pesar de venderse relativamente bien (sobre todo Radio Futura, Alaska y los Pegamoides o Nacha Pop), no alcanzan las cifras que la industria espera, por lo que esta les da la espalda y vuelve a sus cantantes prefabricados para el público adolescente o se dedica a crear y promocionar sucedáneos nuevaoleros. Entre estos últimos destacan grupos y solistas Azul y Negro (que conocieron su época de gloria entre 1981 y 1982 como abanderados comerciales del Tecno-Pop), Tino Casal (que había empezado como cantante de un grupo de rock en los sesenta, pero que tuvo la habilidad de reciclarse como abanderado del estilo New Romantic español) y, sobre todo, los famosísimos Mecano (que se convirtieron rápidamente en un fenómeno de ventas en el país y, con el paso de los años, obtuvieron también un gran éxito en Latinoamérica y en algunos países europeos).
Ante el rechazo de la industria, la escena nuevaolera responde creando sus propios sellos discográficos. Surgen así los llamados “Sellos Independientes”, entre los que cabría destacar D.R.O., Nuevos Medios, Tres Cipreses, Twins, G.A.S.A. o Lollipop. Gestionados por gente tan joven como la que forma las bandas, publican exclusivamente grupos de la nueva ola y se distribuyen por toda España, apoyados por las emisoras de radio, los fanzines, las nuevas revistas musicales y la creciente escena nacional. Gracias a ellos, cientos de grupos graban sencillos, maxis y LP y llegan a un público masivo. Su éxito es tan grande que, a mediados de la década (en torno a 1984) las multinacionales con presencia en el país se rinden a la evidencia y terminan absorbiendo a casi todos los sellos independientes (aunque manteniendo sus marcas para asegurarse al público).
Pero es a partir de 1983 cuando “La Movida” recibe el espaldarazo definitivo: el apoyo de los poderes públicos y políticos españoles. Si bien es cierto que durante la etapa de la dictadura franquista (1957-1975) el régimen no había prohibido ni perseguido en modo alguno el rock y las subculturas juveniles, desde luego tampoco las había promovido. Lo mismo puede decirse de la etapa de la Transición, en la que los primeros gobiernos españoles democráticos no habían prestado la menor atención al rock. No obstante, con la definitiva configuración del “Estado de las Autonomías”, las autoridades locales (municipales, provinciales, autonómicas) decidieron cuidar el vivero de votos que suponían las generaciones más jóvenes. Y, como forma de congraciarse y promocionarse ante ellas, comenzaron a apoyar al rock y a casi todas las manifestaciones juveniles.
Y, en consecuencia, es a partir de ese momento cuando la expresión “Movida madrileña” adquirió carta de naturaleza (gracias a la campaña de marketing desarrollada por las instituciones autonómicas y municipales capitalinas).

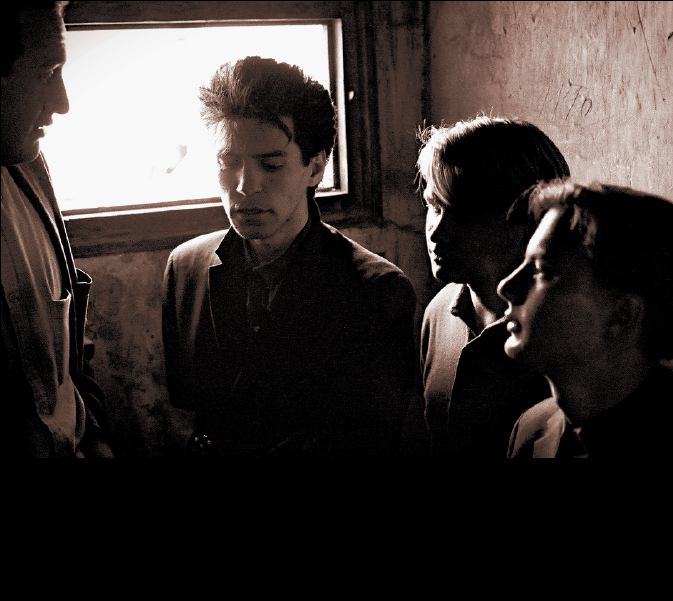
Décima Víctima, abanderados del rock gótico (o "siniestro") español en una imagen de 1982.

Así que hacia 1984 el panorama había sufrido un cambio radical. “La Movida” era un hecho incontestable que iba más allá de lo musical y abarcaba todo el espectro social, cultural y estético del país.
Hasta los medios de comunicación europeos se hicieron eco del nuevo ambiente musical y cultural español y realizaron reportajes periodísticos y televisivos sobre lo que pasaba en el país. En vísperas de su entrada en la Comunidad Económica Europea, España se presentaba a sí misma como ejemplo de modernidad a todos los niveles. Y La Movida (un fenómeno cuyo único equivalente en la Europa continental de la época solo fue, quizás, la Neue Deutsche Welle de Alemania) era su principal estandarte.

### Al margen de la movida. Elheavy metal, el rock radical vasco y el punk de los ochenta (1980-1984)
El estallido Punk y, sobre todo, la explosión nuevaolera y la aparición de La Movida habían resultado letales para los viejos sonidos de los 70. El Rock Andaluz se disolvió sin hacer apenas ruido, así como el Rock Urbano; que prácticamente desapareció con el inicio de los años ochenta. Coz, a pesar de obtener algunos éxitos puntuales en 1980, dejó de tener relevancia después de que los hermanos de Castro abandonasen la banda y fundaran Barón Rojo en una onda totalmente Heavy. Incluso el “histórico” Miguel Ríos que, de alguna manera, se había apuntado al movimiento y que gozó de un segundo y crepuscular momento de gloria en el cambio de década, entró en barrena desde el punto de vista comercial a partir de 1983. Solo sobrevivieron algunos de los grupos que no podían ser adscribibles a los estilos dominantes de los 70: los "inclasificables" o "francotiradores" como Burning, Mermelada, La Orquesta Mondragón, Kiko Veneno o Pata Negra.

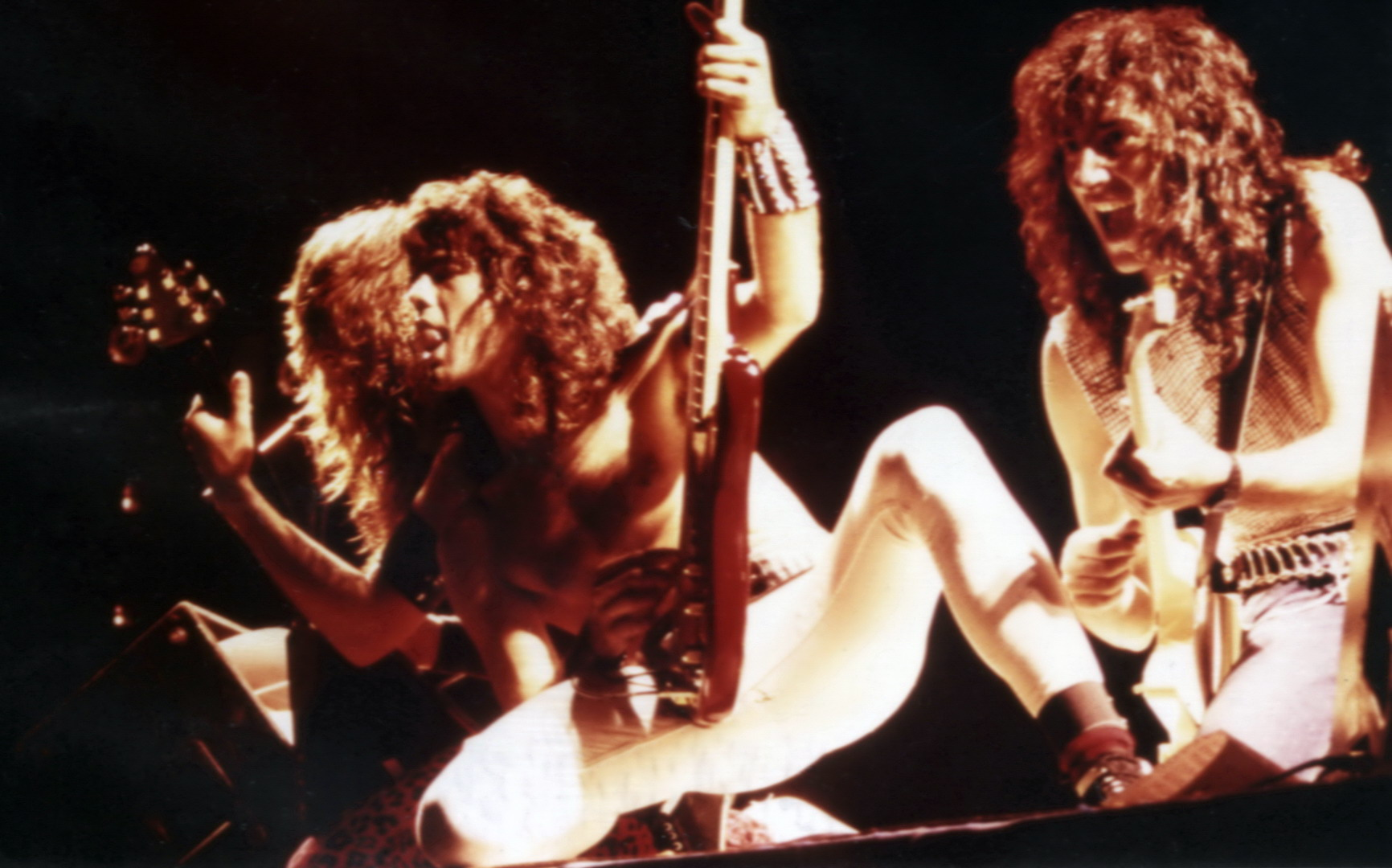
Ángeles del Infierno, banda pionera del Heavy Metal español, en concierto (1985).

No obstante, hubo más supervivientes. Medina Azahara, que habían formado parte del Rock andaluz, evolucionaron hacia sonidos más duros y terminaron haciéndose un hueco en la recién nacida escena del Heavy Metal español, de la misma forma que los Ñu, banda veterana del Rock urbano. Pero el ejemplo más destacable de supervivencia, éxito y fidelidad a sus raíces fue el de Leño.
Genuinos representantes de lo mejor del Rock Urbano setentero, los Leño no solo mantuvieron el tipo en el cambio de década, sino que consiguieron erigirse en los principales representantes del género, arrastrando tras de sí un público fiel, vendiendo decenas de miles de discos y manteniendo el estandarte del viejo Rock Urbano. Tras su separación, en 1983, su líder y cantante Rosendo inició una carrera en solitario igual de exitosa y coherente que duró hasta finales de los años 2010 y lo convirtió en un referente de ese tipo de sonidos.
Al mismo tiempo, nuevas y jóvenes bandas como los navarros Barricada o los gallegos Los Suaves surgieron en torno a 1981-82. Auténticos herederos del Rock Urbano de los 70, supieron, además, conjugar y aprovechar las influencias de los nuevos sonidos de finales de esa década y principios de los 80, sobre todo el Punk y el rock’n’roll más primario de gente como The Ramones, alumbrando un estilo que, sin perder las raíces, ofrecía una evidente renovación y puesta al día. Sin apoyo de los medios ni de la industria (demasiado ensimismados con La Movida y la Nueva Ola), fueron haciéndose un hueco entre la afición, vendiendo muchísimos discos, obteniendo notable éxito y desarrollando una larga trayectoria que los ha llevado hasta mediados de los años 2010.
Mención especial merece el caso de Joaquín Sabina, que había empezado su carrera en los años 70 como cantautor acústico, pero que ya en su álbum Malas compañías de 1980 había desarrollado un sonido más eléctrico que podría ser catalogado sin problema como Folk rock. En cualquier caso, a partir de 1983, abraza de forma explícita el Pop rock; y el resultado, quizás de manera involuntaria, ofrece un cierto entronque con el viejo Rock urbano de la década anterior, siquiera sea tangencialmente.
Por otra parte, y también heredera del viejo Rock Urbano, surge con tremenda fuerza por aquellos años (1980-81) una nueva corriente que va durar hasta nuestros días manteniendo una vitalidad fuera de duda: el Heavy Metal español. Con antecedentes directos en grupos españoles de la década anterior y, sobre todo, por la eclosión de la Nueva ola del heavy metal británico en Reino Unido, la escena heavy española sirvió, en un primer momento, de refugio para los viejos aficionados a los sonidos más duros pero, sobre todo, creó en torno suyo toda una subcultura que contó -y cuenta aún- con cientos de miles (si no millones) de entusiastas seguidores. Las primeras bandas, ya clásicas, fueron Barón Rojo, Obús y Ángeles del Infierno surgidas justo al inicio de la década y fundadas por músicos que venían de la escena urbana. También aparecen Santa, Panzer, Tigres, Muro, Bella Bestia, Banzai (liderados por el veterano Salvador Domínguez), Zarpa, Tarzen, Evo, Pedro Botero o Sangre Azul entre otras muchas.

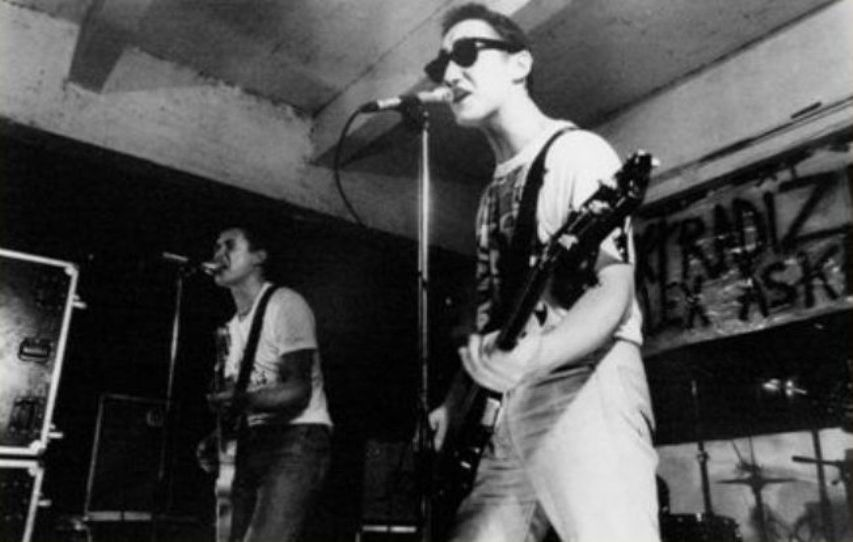
Kortatu en directo (1986)

Moviéndose fuera de los circuitos nuevaoleros y, como en el caso de los herederos del Rock Urbano, recibiendo menos atención por parte de los medios que la que se prestaba a las bandas de La Movida, los grupos heavies alcanzaron un éxito enorme, llegando a las primeras posiciones de las listas de ventas y, sobre todo, alumbrando una escena vigorosa e importantísima, tan omnipresente y ubicua como las manifestaciones nuevaoleras.
A ese respecto, las casas discográficas la apoyaron desde el principio (sobre todo porque las ventas de discos de las bandas heavies alcanzaban cifras más elevadas que las de muchos grupos de La Movida). Tuvo a su favor una prensa musical dedicada exclusivamente a ella (la histórica Popular 1 y nuevas revistas que aparecieron por la época, especializadas únicamente en los sonidos heavies), amén de numerosos programas de radio. Por último, ha de tenerse en cuenta que el ambiente general de la época era favorable a cualquier manifestación musical y cultural juvenil, por lo que los grupos españoles de Heavy Metal se beneficiaron de las mismas facilidades que los de La Movida a la hora de ofrecer conciertos y ser contratados y patrocinados por poderes públicos y organismos oficiales (ayuntamientos, diputaciones, etc). Lo que sí es cierto es que la escena Heavy Metal española mantuvo, a lo largo de los 80, una especie de aislamiento con respecto a las demás; mostrándose impermeable a las influencias musicales o estéticas de otras corrientes como la Nueva Ola, el Punk o el Rock’n`Roll tradicional. El Heavy Metal español siguió orgullosamente "aislado" y autosuficiente hasta bien entrados los 90;  apartado de La Movida, el Punk y cualquier otra corriente de la época tanto en lo musical como en lo estético; nutriéndose casi exclusivamente de las influencias anglosajonas y europeas; y relacionándose más fácilmente con las escenas heavies de otros países del entorno (como Francia, Reino Unido, Italia o Alemania) antes que con otras tendencias musicales de su propio país.

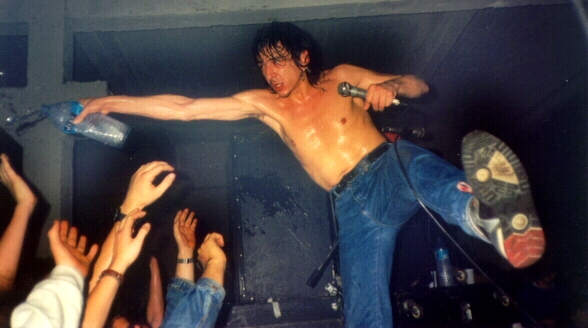
Evaristo, cantante de La Polla Records, en concierto (circa 1985)

De todo el panorama del Heavy Metal español, fue Barón Rojo el grupo que alcanzó, sin duda, mayor trascendencia. Sus primeros discos fueron éxitos rotundos en el país;  e incluso consiguió cierta repercusión en los ambientes especializados europeos (como Francia, Bélgica o Reino Unido), llegando a participar en festivales internacionales como el de Reading y llegando a actuar también en Sudamérica, así como tocar en salas míticas como el Marquee de Londres.
Similar en cuanto a intensidad y arraigo a la del Heavy Metal (y también en lo que a “aislamiento” y autosuficiencia respecta) fue la que podríamos denominar escena Punk española de los 80. Tras la desaparición de las primeras bandas de los años 1977-79, el relevo llegó rápidamente (hacia 1980) con lo que, en alguna ocasión, se ha referido como la "segunda oleada punk española". Grupos que ya han sido mencionados en el apartado anterior (y que, en su momento se percibieron formando parte de La Movida) como podían ser Siniestro Total, los pioneros Último Resorte, T.N.T., Farmacia de Guardia, Interterror, Espasmódicos, Las Vulpess, OX Pow o Eskorbuto practicaban un punk todavía cercano a las raíces de la explosión original del 77. Los últimos, en concreto, se convirtieron, con el paso de los años (gracias a sus propios méritos y, en parte, al trágico destino posterior de sus miembros) en toda una leyenda del Punk español. Pero junto a ellos surgieron muchas otras formaciones que tuvieron menos éxito y presencia pero que conformaron una escena hiperactiva y muy extendida por todo el país. Hablamos de Subterranean Kids, Cocadictos, Commando 9mm, La Broma de Ssatán, Kangrena, HHH, GRB y algunos más. Casi todas estas bandas estaban más inspiradas por la segunda ola Punk británica y californiana representada por bandas como The Exploited, UK Subs, Dead Kennedys, Black Flag, Bad Religion o The Adicts que por los sonidos del 77. Y, como es lógico, hacia mediados de la década la mayoría terminaron decantándose por el Hardcore punk. De todas las escenas, quizás esta fue la más cerrada e insobornable. Rechazando radicalmente integrarse en el mainstream, los grupos solo grababan en pequeño sellos independientes de corta vida mientras que los únicos medios que los apoyaban (y a través de los que se expresaban) eran fanzines de tiradas limitadas y emisoras piratas de radio. A pesar de ello, consiguieron hacer sentir su presencia por todo el país y llegaron a un buen número de seguidores.

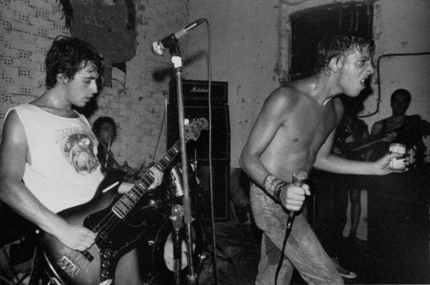
Cicatriz en concierto en un "gaztetxe" vasco (1984)

Íntimamente relacionado con la escena Punk (al menos al principio), por aquella misma época apareció otro de los movimientos más característicos y originales del rock en España: el denominado Rock radical vasco (o RRV). Compuesto por grupos originarios del País Vasco y Navarra como RIP, Cicatriz, M.C.D. o La Polla Records, en un primer momento se nutría fundamentalmente de sonidos directamente extraídos del Punk y del Hardcore punk. Con la aparición de nuevas bandas como Kortatu, Potato, Baldin Bada o Hertzainak la corriente se abrió a nuevos sonidos como el Ska, el Reggae e, incluso, el viejo Rock Urbano. Su principal característica era el carácter de crítica social y política de las letras de sus canciones (con especial incidencia en la situación vasca, en una época en que el terrorismo de la banda separatista E.T.A. era especialmente intenso) en las que arremetían contra el gobierno, la represión policial y la actuación de los poderes políticos y económicos. A pesar de que algunos grupos cantaban en Euskera, de que todos grababan en pequeños sellos vascos y navarros (como Oihuka o Soñúa), de que nunca tuvo el apoyo de los medios nacionales y de que incluso se lo relacionó con un sector político muy determinado como era la Izquierda abertzale (algo de lo que muchas de las bandas se desmarcaron, mientras que otras lo aceptaban con naturalidad), lo cierto es que el RRV obtuvo un amplio eco y un gran éxito (incluido el de ventas) en toda España.

### La segunda mitad de los ochenta. Después de la movida; el éxito comercial y la aparición de las sub-escenas (1984-1990)
Al recibir el apoyo de los poderes públicos y de la cultura oficial, la Movida se “oficializó”; se “institucionalizó”. Y, en consecuencia, dejó de existir como verdadero movimiento juvenil; vivo, espontáneo, generador de grupos, corrientes musicales, modas y estéticas.

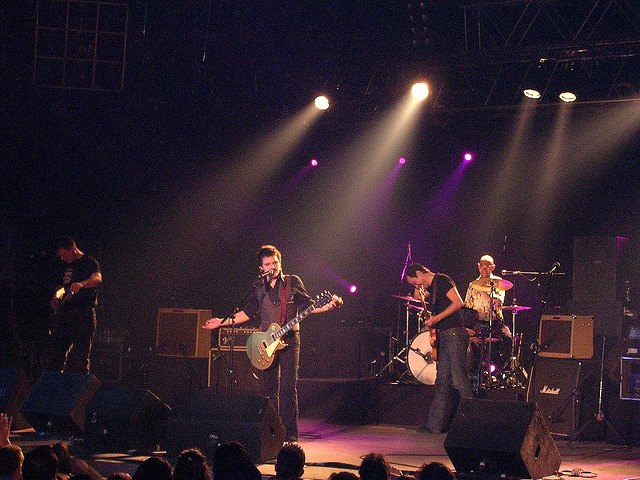
Los Ronaldos en directo. Madrid

De forma que hacia 1984 (justo en el momento de su apogeo) puede afirmarse que La Movida había llegado a su fin. En cualquier caso, insistir en que la desaparición de La Movida no trajo, en modo alguno, un descenso en la vitalidad musical ni supuso ningún bache para el rock español y su presencia en la sociedad. Entre 1984 y 1990 siguieron surgiendo numerosas bandas de diferentes estilos, como prolongación de un Boom ininterrumpido. A pesar de haber desaparecido como movimiento vivo, el legado de La Movida duró toda la década (y llegó hasta los primeros años 90). El rock y el pop seguían omnipresentes en la sociedad española; los conciertos (en pueblos y ciudades) aumentaron en número, frecuencia y calidad; las ventas de discos de bandas nacionales alcanzaron cifras inimaginables solo unos pocos años antes, llegando a copar las listas; la coexistencia de compañías multinacionales y sellos independientes facilitaron la posibilidad de grabar discos a los nuevos grupos; la prensa musical seguía en auge (apareciendo nuevas revistas cada vez más especializadas como Ruta 66, Metal Hammer o Heavy Rock; mientras continuaba la avalancha de fanzines). En resumen, los años 80, durante su segunda mitad, siguieron siendo una auténtica Edad de Oro para el rock y el pop en España. Con la ventaja añadida de contar con un ambiente ya consolidado a todos los niveles. Además, como ya se ha apuntado, entre 1984 y 1990 (y aún después) muchas formaciones de La Movida se convirtieron en auténticos superventas, alcanzando un éxito masivo. Así ocurrió con Alaska y Dinarama, Radio Futura, Gabinete Caligari, Loquillo y Los Trogloditas, Los Nikis, Siniestro Total, Nacha Pop o Mecano.
Entre los miles de nuevas bandas que aparecieron a partir de 1984, hubo muchas que se nutrieron, básicamente, de referencias que la propia Movida había creado; tanto en estética como en estilo. En lugar de buscar influencias exteriores en el rock y el pop que se estaba haciendo fuera, optaron, más bien, por reciclar y actualizar la estética, el sonido y la actitud de los primeros grupos nuevaoleros (sobre todo su carácter hedonista y carente de pretensiones). Fue, de alguna manera, como si la explosión española de los primeros 80 hubiese creado su propia escuela y ellos se considerasen sus alumnos. Es el caso de grupos que alcanzaron también gran éxito de ventas durante esos años como La Unión, La Guardia, Los Toreros Muertos, Seguridad Social, El Norte, Olé Olé, Los Limones, Cómplices, Semen Up, The Refrescos, Duncan Dhu, El Último de la Fila, Tam Tam Go o, sobre todo, Los Hombres G (estos últimos se convirtieron en un auténtico fenómeno mediático, a la altura de Mecano; y, como ellos, incluso llegaron a triunfar en algunos países latinoamericanos).
Esta segunda (o tercera) oleada de los 80 se caracterizó, además, por practicar estilos muy diferentes entre sí que dieron lugar a escenas (o sub-escenas) totalmente distintas y perfectamente reconocibles. Si la diversidad estilística de La Movida no había impedido que esta fuese considerada como un todo, como una escena única, la gran novedad de la segunda mitad de los 80 fue la “compartimentación”;  la creación de una multitud de escenas diferentes, con sus propios seguidores, su estética particular y sus códigos exclusivos. A veces interrelacionadas entre sí y sometidas a influencias y conexiones casi simbióticas; pero otras rigurosamente segregadas (un poco al estilo de lo que ya ocurría con el Heavy Metal y el Hardcore punk).  Surgieron así numerosas bandas y nuevos estilos como el “Rock de raíces”, la “Neopsicodelia”, el Power pop, el “Rockabilly Revival”, el “Country-punk”, el “Rock gótico”, el “Garage Revival”, el “Paisley Underground”, el “Anorak Pop”, el “Revival Mod”, el “Sleaze rock”, el “Biker rock”, etc. En esta tendencia de "compartimentar" la escena musical, España simplemente siguió la misma tendencia del resto de los países europeos y de los focos originales de la música rock (EE. UU. y Reino Unido).
En cualquier caso, a partir de 1984-85 surgieron miles de jóvenes bandas que renovaron totalmente el panorama del rock español y le insuflaron nuevas energías. Como representantes de un rock’n’roll tradicional (pero no revivalista), crudo y sin florituras merecen ser nombrados algunos como Los Enemigos (que desarrollaron una larga trayectoria hasta bien entrado el siglo XXI), La Resistencia, Los Marañones, Academia Parabüten, Los Ronaldos (que gozaron de un más que notable éxito hasta 1990) o Los Desperados. Cercanos a su estilo, pero más influidos por el Neocountry-rock y el Country-punk (en la onda de Dwight Yoakam  o The Long Ryders) estaban La Frontera, Los Proscritos o Tahures Zurdos. Por su parte, los viejos sonidos mods se veían revitalizados por la aparición de Los Flechazos y Los Sencillos. El Rockabilly de los 50 conocía un nuevo auge gracias a bandas rockers como Más Birras. El rock crudo, violento y visceral, en la onda The Stooges o MC5 (así como una querencia por los sonidos de The Velvet Underground) fue reivindicado por formaciones como Surfin’ Bichos. El Revival del rock de Garaje dio sus primeros pasos en España con bandas como Sex Museum, The Furtivos o Los Mestizos (en su primera época, antes de decantarse por la World music y el Latin rock). Cercanos a los sonidos garajeros, pero más influidos por la Psicodelia sesentera y revivalista y el Paisley Underground estuvieron los barceloneses Los Negativos. Por otro lado, otros grupos más vanguardistas con la música y experimentales con los sonidos fueron Mar Otra Vez, aunque lo suyo debía más a las enseñanzas del Post-punk y la No wave. Los DelTonos, por el contrario, tiraban por cosas más clásicas, mezclando el viejo Rhythm and blues con el rock sucio y guitarrero al estilo del americano George Thorogood. Aventuras de Kirlian, por su cuenta, recreaban el sonido descaradamente británico, ingenuo, minimalista y naif del "Anorak Pop" y de lo que se conoció luego como "Indie pop". Incluso hubo una banda, llamada Malevaje que fusionó el Tango argentino con las maneras y actitud del viejo rock’n’roll clásico de los 50. Por último, grupos como Comité Cisne o Héroes del Silencio (unos zaragozanos que en los 90 se convertirían en todo un fenómeno de masas tanto en España como en Latinoamérica) se acercaban más al pop británico al estilo de The Smiths y, sobre todo, a un tipo de sonido más épico y oscuro.
Como ya se ha dicho, pocas de estas bandas consiguieron auténticos éxitos de ventas (excepción hecha de La Frontera, Los Ronaldos, Malevaje y, sobre todo, Héroes del Silencio; y, ya más tangencialmente, Los Flechazos). Pero casi todas obtuvieron suficiente eco y presencia a nivel nacional.
La situación, en torno a 1990, mostraba a numerosas escenas vigorosas, en la que algunas bandas españolas incluso conseguían triunfar en el mercado internacional (Hombres G y Mecano, sobre todo, alcanzando notable éxito en Latinoamérica. Y los últimos conseguían aparecer en listas de ventas de algunos países europeos, así como llegar al primer puesto en las listas de sencillos de Francia con el tema «Une femme avec une femme»).

## Los años noventa. El cambio de paradigma y el inicio de la (lenta) retirada (1990-2000)
Hacia 1990-92 las bandas nacidas en los 80 seguían copando las listas de éxitos y ventas.  Incluso algunos nuevos grupos surgidos con el cambio de década pero cuyo sonido y estética eran, de alguna forma, todavía deudores de la anterior, gozaron de notable éxito comercial y presencia mediática en esos primeros años 90. Hablamos de Los Romeos (practicantes de un power-pop enérgico que debía mucho a bandas británicas con cantante femenina como Transvision Vamp o The Primitives), M-Clan (con su rock setentero de corte casi revivalista), Los Rodríguez (con el argentino Andrés Calamaro al frente), o Fangoria (una banda formada por dos históricos de La Movida como Alaska y Nacho Canut que, todavía hoy -bien entrado el siglo XXI- goza de buena salud). Y, desde luego, los Héroes del Silencio, que desarrollaron el grueso de su carrera durante los 90 y, tras endurecer su sonido, alcanzaron un éxito abrumador (llegando a triunfar también en Latinoamérica y parte de Europa).
Pero hacia 1993-94 la cosa comenzó a cambiar con un evidente “reflujo” durante la década de los noventa con un retraimiento a nivel mediático, social y comercial.

Los Rodríguez, liderados por el hispano-argentino Andrés Calamaro

Poco a poco, las “viejas” bandas de los 80 fueron desapareciendo de la escena. Unas -la mayoría-, se disolvieron y otras -las que siguieron en activo- fueron alejándose de las listas de éxitos y vendiendo cada vez menos discos. Las nuevas generaciones de jóvenes y adolescentes españoles de los 90, que habían tomado el relevo a los “baby boomers” de los 80, dejaron de tener el rock (e incluso el pop) como principal referente musical y estético. El paisaje social, antes dominado por las coloristas tribus urbanas fue cambiando, al igual que los gustos y las preferencias. A partir de 1993-95, el auge de la música Dance y la consolidación de la nueva cultura Rave (las macro-discotecas, los sonidos electrónicos, los festivales, la epifanía de la figura del Disc jockey) fueron modificando la escena juvenil.
No fue algo exclusivo de España. En realidad, ocurrió lo mismo en el resto de Europa y, con apenas un ligero retraso, en Norteamérica. Durante la década de los 90, y dejando aparte las brillantes (pero relativamente fugaces, vistas ahora con la perspectiva que da el paso del tiempo) eclosiones del Grunge en Estados Unidos y del Britpop en Reino Unido -auténticos cantos de cisne del género- lo cierto es que el Rock inició su retirada del escenario principal tras cuarenta años de reinado casi indiscutible. El Rock dejó de ser el sonido con el que se identificaba la juventud para adquirir un estatus similar al del jazz, con sus millones de fieles seguidores pero sin una presencia mediática ni una capacidad de influencia social comparable a las que había tenido hasta ese momento; y con un tirón comercial mucho menos masivo. Su lugar fue, en cierto modo, ocupado por el Hip hop, la ya mentada Música Dance, los sonidos electrónicos, los éxitos prefabricados y otras tendencias musicales y estéticas que ya poco tienen que ver con el Rock (ni, en cierta forma, con el Pop tal como hasta el momento se había venido entendiendo)

### Las sub-escenas y los diferentes géneros (1990-2000)
Pero que el Rock fuese dejando de tener la presencia y visibilidad de la que antes había gozado en los medios, en las listas y en la propia sociedad no significa que desapareciera ni que dejase de contar con millones de seguidores. Ya no era la manifestación musical, cultural y estética hegemónica y predominante entre la juventud española (y mundial), desde luego, pero siguió siendo una de las más importantes.
A diferencia de lo ocurrido durante la primera mitad de los 70 (tras la resaca “progresiva”), en los 90 no se produjo un bajón en lo que al surgimiento de grupos y publicación de discos se refiere. Miles de nuevas bandas tomaron el relevo durante toda la década. De hecho, en cierto sentido, los 90 no fueron sino la continuación lógica de lo que había ocurrido durante la segunda mitad de los 80. Pero, eso sí, la compartimentación en diferentes escenas fue agudizándose. Y si en la década anterior había existido cierta fluidez y simbiosis entre muchas de ellas, en los 90 la cosa cambió, y cada escena fue encerrándose sobre sí misma, creando a su vez “microescenas” independientes. Ese aislamiento, ese “autismo” y esa “fragmentación”, unidos al cambio de tendencia y de gustos en lo que al mainstream y los medios se refiere, hizo que la repercusión de los nuevos grupos disminuyera con respecto al de las bandas surgidas en la segunda mitad de los 80. Pero aun así pueden nombrarse muchísimos ejemplos de “relevo generacional” surgidos en la nueva década.
El viejo Rockabilly vio cómo nacía una nueva hornada de bandas entre las que podríamos nombrar a alguna como The Nu Niles. El rock crudo, básico, «stoogiano» y killer se vio reforzado con la aparición de Nuevo Catecismo Católico, Señor No, Cancer Moon, Christina y Los Subterráneos o The Pleasure Fuckers. La potente escena española de Garage rock se afianzó con grupos como Los Coronas, Wau Y Los Aarghs o Doctor Explosion. El punk-pop vio cómo surgían bandas de relevo como los gallegos Killer Barbies. La "aislada" escena Punk y Hardcore alumbró grupos como Aerobitch o Manolo Kabezabolo. Y el blues eléctrico y el rythm and blues de la vieja escuela se vio perfectamente representado por la aparición de la Vargas Blues Band y de J. Teixi Band.
Hasta el Rock catalán experimentó un nuevo auge con la aparición de bandas como Sangtraït, Els Pets, Sau y los stonianos Sopa de Cabra (que llegaron a tener amplia repercusión comercial en el resto de España); mientras en Galicia surgía un movimiento conocido como Rock Bravú que estaba compuesto por grupos que cantaban exclusivamente en gallego como Os Diplomáticos de Monte-Alto, Yellow Pixoliñas o Heredeiros da Crus; y en Asturias y Aragón despegaban pequeñas escenas rock que empleaban sus lenguas autóctonas como medio de expresión (el asturiano, con grupos como los Berrones o Dixebra, y el aragonés, con grupos como Prau o Mallacán, respectivamente).
Y, por supuesto, la escena Heavy Metal vio cómo nuevas bandas tomaban el relevo de la generación ochentera, con una fuerte renovación mediante el power metal. Hablamos de Saratoga, Avalanch, Dark Moor, Tierra Santa, WarCry, Lujuria, Azrael, Easy Rider, Ars Amandi o ya más paralelamente los grupos de metal alternativo como Hamlet o Sôber.
Incluso el incipiente Hip hop español de primera hora podría ser considerado, todavía a esas alturas, un subgénero del rock; algo evidente en el sonido de grupos como  Def Con Dos o Negu Gorriak.
No obstante, los dos fenómenos más representativos del rock español durante los 90 fueron el advenimiento del “Indie” y el resurgimiento (en loor de multitudes) del viejo y casi olvidado “Rock Urbano”.

### Elindieespañol de los noventa como propuesta de relevo generacional (1992-2000)
El “Indie pop”  o “Indie rock” fue, quizás, el movimiento más importante, original y característico de los años 90 en el rock español; y el que, con el paso de los años, ha terminado identificando más la década.
Se ha escrito y hablado mucho sobre él; pero, a pesar del tiempo transcurrido, todavía no hay consenso sobre sus elementos estéticos, culturales, y musicales comunes. Sobre sus propias marcas de identidad.
Como ya se ha dicho, y a consecuencia de la ya aludida “compartimentación” escénica, las relaciones de las escenas españolas con las de otros países (tan fragmentadas como ellas) comenzaron a ser mucho más estrechas. En Gran Bretaña, durante la segunda mitad de los 80, había surgido un movimiento -cuyo punto de partida fue la publicación de la famosa cinta recopilatoria  “C86” por la revista New Musical Express- y que ya fue definido con el término “Indie pop”. Su recepción en España fue rápida, e incluso inspiró a algunas bandas nacidas en la época, como Aventuras de Kirlian. Pero lo cierto es que no fue hasta 1990 cuando comienzan a surgir las primeras bandas “indies” españolas, identificadas como tales y , sobre todo, que se reconocen a sí mismas en esa etiqueta.
Influidas por el “Indie pop” y el “Noise pop” británicos, por el “Post rock” y por bandas americanas como The Pixies, Dinosaur Jr,  Sonic Youth o Hüsker Dü, surgió la “Gira Noise Pop” (realizada por las bandas seminales Usura, Penélope Trip, El Regalo de Silvia y Bach Is Dead) en 1992 que, de alguna manera, sirvió como el pistoletazo de salida del género. En diferentes partes del país aparecieron más grupos como Insanity Wave, Los Planetas, Manta Ray, El Inquilino Comunista, Migala, Lagartija Nick, etc.

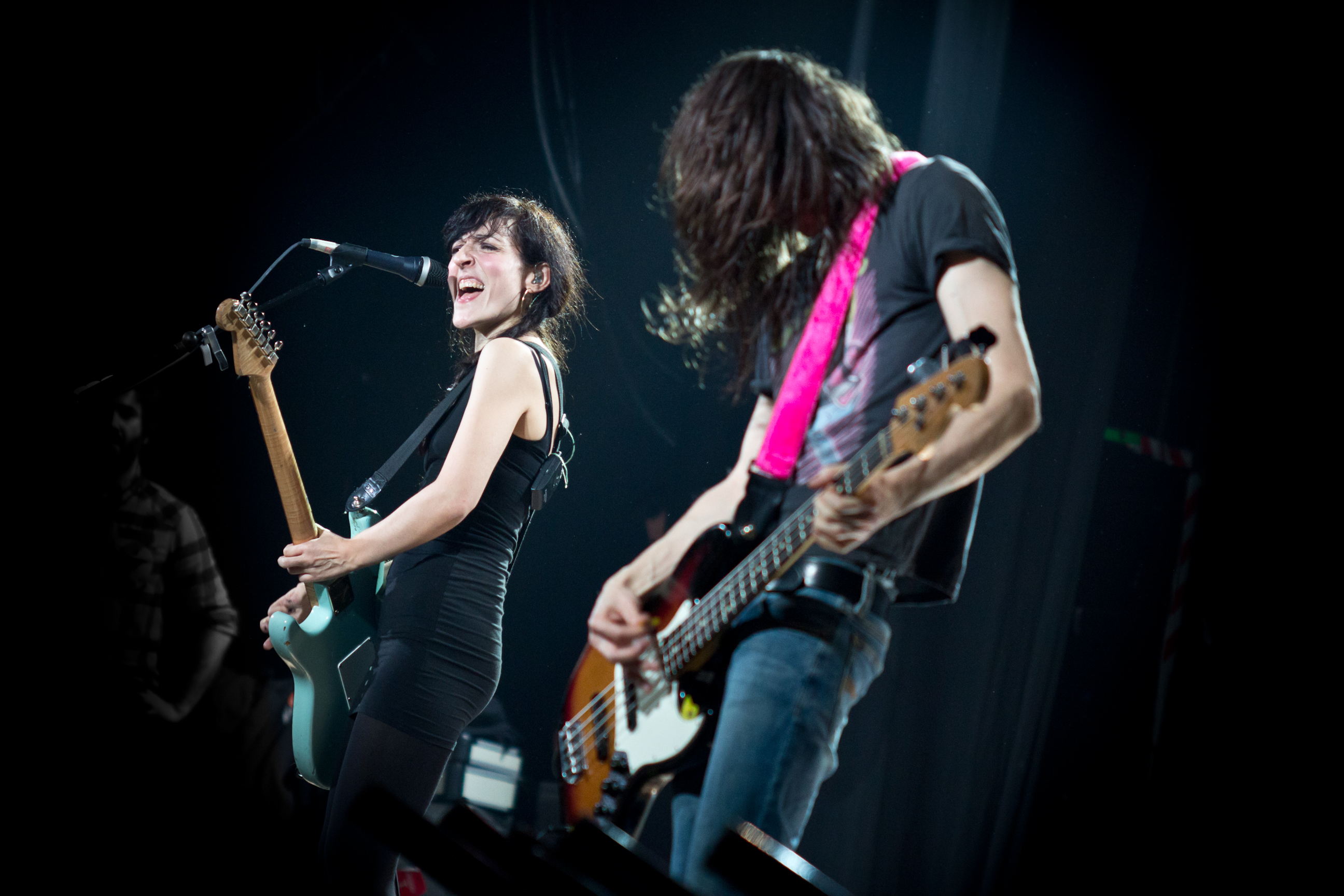
Dover, el grupo "alternativo" con mayor éxito comercial en España durante los 90

Ciertamente, todas ellas tenían mucho en común: hacían “Noise pop” o “Shoegazing”, cantaban en inglés (con la excepción de Los Planetas y Lagartija Nick), mantenían una actitud elitista y arty y compartían una misma estética (vaqueros desgastados, camisetas de rayas, zapatillas deportivas, aspecto cuidadosamente desaliñado, cortes de pelo, etc). A todas luces, conformaban una escena coherente y reconocible.
Quizás por eso mismo, por resultar novedosos y diferentes y –sobre todo- por ser los primeros en cuanto a visibilidad por parte del público y los medios, su imagen y estilo ha terminado siendo, en el imaginario popular, el que define a todo el “Indie” español incluso veinte años después.
Aunque cabe notar que, desde el primer momento, el movimiento incluyó grupos que practicaban estilos muy diferentes. Así, Chucho o Mercromina no solo cantaban en castellano sino que desarrollaban un estilo propio que mezclaba el surrealismo poético con las asperezas rock de, por ejemplo, The Pixies, aunque sin llegar nunca al ruidismo. Por su parte, Los Hermanos Dalton practicaban un Power pop enérgico y perfectamente clásico, de la vieja escuela. Otros combos como Australian Blonde, Undrop o Sexy Sadie  tocaban un pop guitarrero más “noisy” pero también melódico (e incluso casi "dramático" en el caso de los últimos); mientras el estilo de Dover o El Fantástico Hombre Bala bebían directamente del Grunge estadounidense. Los granadinos Lagartija Nick tenían una vocación claramente "arty", llegando a fusionar palos del flamenco con el noise rock en su LP Omega (1996) y a incorporar sonidos relacionados con la electrónica hacia el final de la década. Esta influencia electrónica iría penetrando en otros grupos como Los Piratas.
Bandas como Nosoträsh, Pauline en la playa, Elephant Band o Los Fresones Rebeldes se dedicaban a recrear sonidos más sesenteros que iban desde la psicodelia al intimismo folk-rock, pasando por la Chanson de influencia francesa o el pop más yeyé (aunque sin caer en el revivalismo estricto). Por último, estaban los absolutamente inclasificables Sr. Chinarro y -sobre todo- los zaragozanos El Niño Gusano, practicantes de un pop surrealista y onírico, cantado en castellano y más original (en el caso de los últimos, muy influido por la psicodelia británica y la propia tradición surrealista española).
Por no hablar de la corriente conocida como Donosti Sound. Llamada así por estar formada por grupos nacidos en la ciudad vasca de San Sebastián como Le Mans, Family o La Buena Vida, se caracterizaba (además de por usar exclusivamente la lengua castellana) por elaborar un tipo de sonido muy melódico, intimista, minimalista, melancólico e incluso algo naif ; con querencia evidente por el pop europeo sesentero, la bossa-nova, la chanson française, el folk-rock e, incluso, viejos grupos españoles de los 60 como Vainica Doble o Pic-Nic. En ese movimiento podrían incluirse también bandas que, sin ser de la misma ciudad, procedían de zonas geográficamente muy cercanas y cultivaban el mismo tipo estilo como los pamploneses Souvenir (que en sus temas alternaban el castellano y el francés)
Al final, la crítica acabó conviniendo que lo que dotó de entidad al movimiento fue su actitud. Algo que podríamos resumir en una clara tendencia a la "eurofilia" (lo británico sobre todo, sí; pero también lo francés en algunas bandas especialmente importantes), una receptividad total a los sonidos más modernos y contemporáneos, una cierta pose elitista y arty, una supuesta despreocupación por el éxito comercial, una vocación exclusivista y, sobre todo, algo que podríamos definir como “autoconciencia”: el convencimiento por parte de los grupos de formar parte de una escena única e identificable. 
Y, junto a ello, el rechazo explícito, evidente, a casi todo lo anterior, especialmente (y sobre todo) a la Movida de los años 80. De hecho, se ha escrito con frecuencia que la decisión de cantar en inglés por parte de muchas bandas fue una forma de tomar distancia, de marcar diferencias con respecto al pop y al rock realizado por sus hermanos “mayores” durante la década anterior. 
Así, el “Indie” español, considerado por la mayoría de sus componentes como una especie de Anti-Movida, terminó recreando una escena y una estructura alternativas a las que esta había creado pero que, paradójicamente, seguía sus pasos. Como había ocurrido en los 80, nacieron nuevos sellos independientes dedicados en exclusiva a publicar discos de los grupos “indies”. Hablamos de Subterfuge, Jabalina, Rock Indiana, Munster Records (este más escorado hacia sonidos garajísticos y rocanroleros), Acuarela, Grabaciones En El Mar, Siesta, Elefant, Caroline, Triquinoise, etc. Surgieron fanzines y revistas como Las Lágrimas de Macondo,Malsonando, Kool’Zine, Spiral, Factory o Mondo Brutto (aunque este se distanció muy pronto de la escena estrictamente “indie”, convirtiéndose en una especie de azote para ella). Se creó toda una red de bares y salas de conciertos. E incluso comenzaron a celebrarse grandes festivales como el Serie-B de Pradejón, el Primavera Sound de Barcelona, el Festimad de Madrid o el mundialmente famoso (porque terminó acogiendo a figuras internacionales del rock más o menos alternativo) FIB  de Benicássim. 
Incluso medios tradicionales como Rock Deluxe o emisoras de FM (entre las que destacó la estatal Radio 3) apoyaron a la nueva escena de forma evidente. En la televisión, por el contrario, el cambio de paradigma en lo que a programación musical se refiere (tras la desaparición de la mayoría de los programas especializados en el rock y en el pop -ya que las cadenas privadas apostaban por otro tipo de cosas y reducían su oferta musical a la programación de videoclips internacionales y a la música de baile más ramplona-) hizo que ni el “Indie” ni ningún otro movimiento tuvieran especial presencia.
Finalmente hay que señalar que, pese a que una de las supuestas señas de identidad del movimiento “Indie” fue la despreocupación por el éxito comercial, este también llegó. Bandas como Australian Blonde y Undrop alcanzaron los primeros puestos de las listas de éxitos entre 1993 y 1995 (aunque solo con una canción cada uno de ellos –lo que los convirtió, de alguna forma, en one-hit wonders) mientras que los madrileños Dover se convirtieron en un auténtico fenómeno de ventas durante la segunda mitad de la década, colocando varios de sus sencillos y LP entre los más vendidos del país. Y eso que los tres grupos mencionados cantaban en inglés. 
Junto a ellos, Los Planetas y Sexy Sadie también fueron bandas con buenas ventas y amplia repercusión nacional. Especialmente los primeros.

### Renacimiento del rock urbano. La reinvención de un viejo estilo (1990-2000)

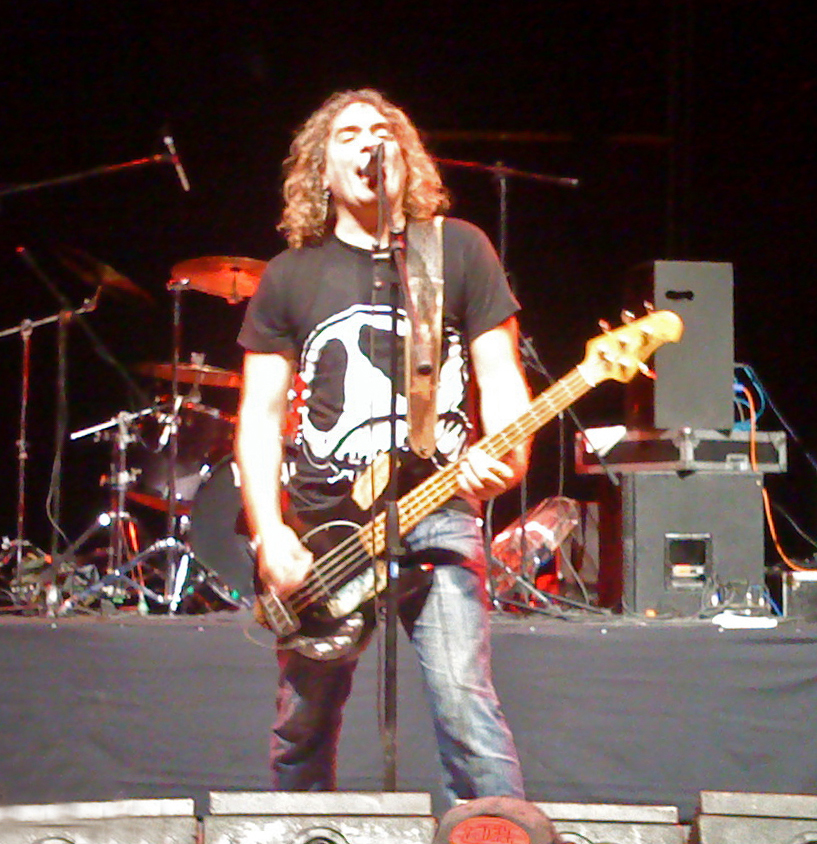
Fernando Madina, de Reincidentes

El otro gran fenómeno en el rock español de los 90 fue el resurgimiento del Rock Urbano.
En realidad, la cosa debe ser matizada, porque no fue exactamente así. No hubo tanto un renacimiento como una reinvención. El viejo «rollo» de los setenta murió, definitivamente, tras la eclosión del punk y La Movida entre 1977 y 1981 y nunca llegó a resucitar. Lo que ocurrió a principios de los 90, más que una recuperación, fue (como ya hemos dicho) una reinvención en el sentido literal de la palabra. La creación, ex-profeso, de una nueva subescena que mantenía cierta conexión con sus antecedentes pero que era, al mismo tiempo, radicalmente nueva.
Como ya se ha explicado en el apartado correspondiente, los que mantuvieron vivo el estandarte durante los 80 fueron los gallegos Los Suaves, los navarros Barricada y el madrileño Rosendo, antiguo líder de los seminales Leño. Pero su estilo, aunque directamente derivado del que practicaban las viejas bandas hardrockeras de los setenta, estaba, a su vez, influido y actualizado por sonidos más modernos, sobre todo por el punk y por el heavy metal.
A principios de los 90, los tres atraviesan por un momento dulce, consolidando su público, obteniendo unas ventas apreciables y editando discos en directo (cosa que en el panorama discográfico español de entonces era un demostración de éxito) a pesar de haberse mantenido al margen de las tendencias mainstream. Y es entonces cuando surgen una serie de grupos inspirados directamente por su sonido y estética; a la que, a su vez (y esto es muy importante), suman una serie de influencias nuevas que suponen una auténtica renovación/reinvención de la escena musical. Todas esas jóvenes bandas han crecido escuchando a Los Suaves, los Barricada, Rosendo y su antigua banda Leño, sí... Pero también el punk español y extranjero de segunda o tercera generación, el omnipresente heavy metal, el hardcore y, especialmente, el Rock radical vasco.
Son grupos como Reincidentes, Boikot, Platero y Tú, The Flying Rebollos, El Último Ke Zierre, Soziedad Alkoholika, Ska-P, Buenas Noches Rose, Porretas, Tako, Transfer, Maniática, Sínkope, A Palo Seko, Mojinos Escozíos, Kaos Etiliko, Celtas Cortos, Los Muertos de Cristo o Mala Reputación.

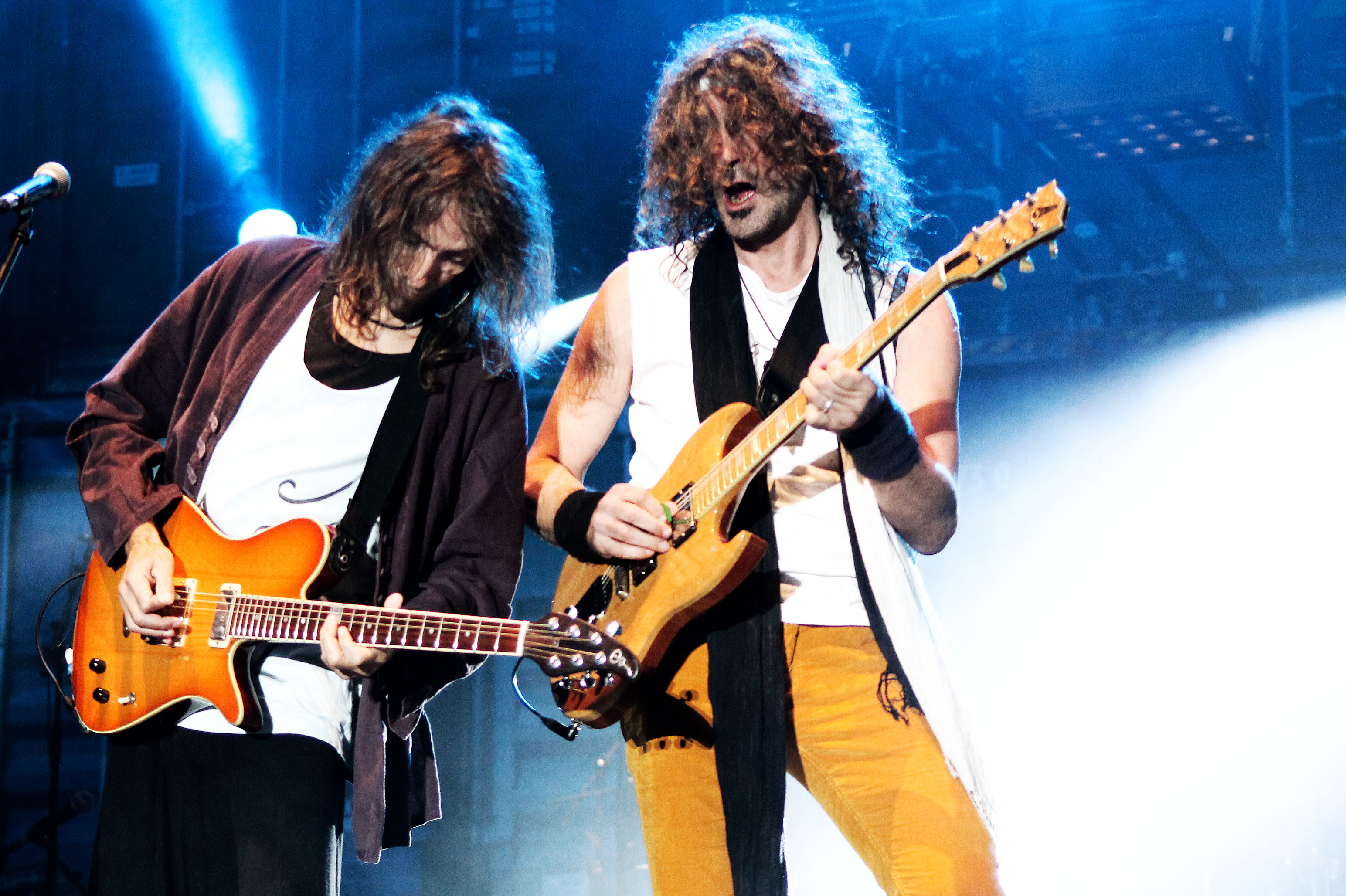
Extremoduro, auténticos abanderados del rock urbano español a partir de los 90

No todos son iguales. Unos tiran más hacia el hardcore, otros hacia el punk. Los hay que tienen evidente querencia por sonidos “metaleros”, mientras otros tienden a la cosa humorística y chistosa (reenlazando con la vieja tendencia paródica de ciertas bandas de mediados de los setenta). Algunos mezclan el ska con el punk y el hard rock. E incluso los hay que apuntan hacia el folk español tradicional (de la mitad norte peninsular) de raíces célticas (caso de Celtas Cortos y Mägo de Oz –estos últimos redescubriendo, por su cuenta, cosas que ya anticiparon viejas bandas del rollo como Ñu). Pero casi todos tienen en común la influencia de las bandas ochenteras supervivientes del Rock Urbano español, una actitud crítica, militante (de izquierdas) y comprometida en las letras (de tipo antimilitarista, antigubernamental, antisistema; muy deudora del RRV de la década anterior) y un sonido perfectamente reconocible. Así como una estética determinada (cabellos largos, barbas mal afeitadas, camisetas anchas, calzado deportivo, pantalones rotos, "feísmo" rockista) y una actitud clara y reconocible. Radicalmente diferente a la del “indie” (cuyo supuesto desaliño era bastante más "cuidado") y, también (pero por caminos y razones totalmente diferentes) a la de la Movida de los ochenta.
Pero de todas las bandas surgidas entonces, la que marcó realmente esa época y supuso un auténtico punto de inflexión, congregando en torno a sí a cientos de miles (si no millones) de seguidores y sellando la pauta estética y espiritual del movimiento, fue Extremoduro. Nacidos en Plasencia -un pueblo de la región española de Extremadura- y comandados por el carismático Roberto Iniesta, el grupo fue al rock urbano de los noventa (y siguen siendo, todavía hoy) lo que los Leño al viejo rollo de los setenta. Su máximo exponente y su estandarte. El ejemplo perfecto y el faro-guía del movimiento. Auténticos superventas (han vendido cientos de miles de discos; quizás millones, solo en España), seguidos por una legión de enfervorizados fanes; su evolución, marcada por la aparición de cada uno de sus discos (y que va desde un estilo inicial más cercano al punk y al RRV hasta un curiosa simbiosis entre el rock sinfónico, el viejo rock urbano español más clásico, el antiguo progresivo y una especie de hardcore melódico), ha señalado el camino y ha sentado, de alguna forma, el canon de la corriente musical.

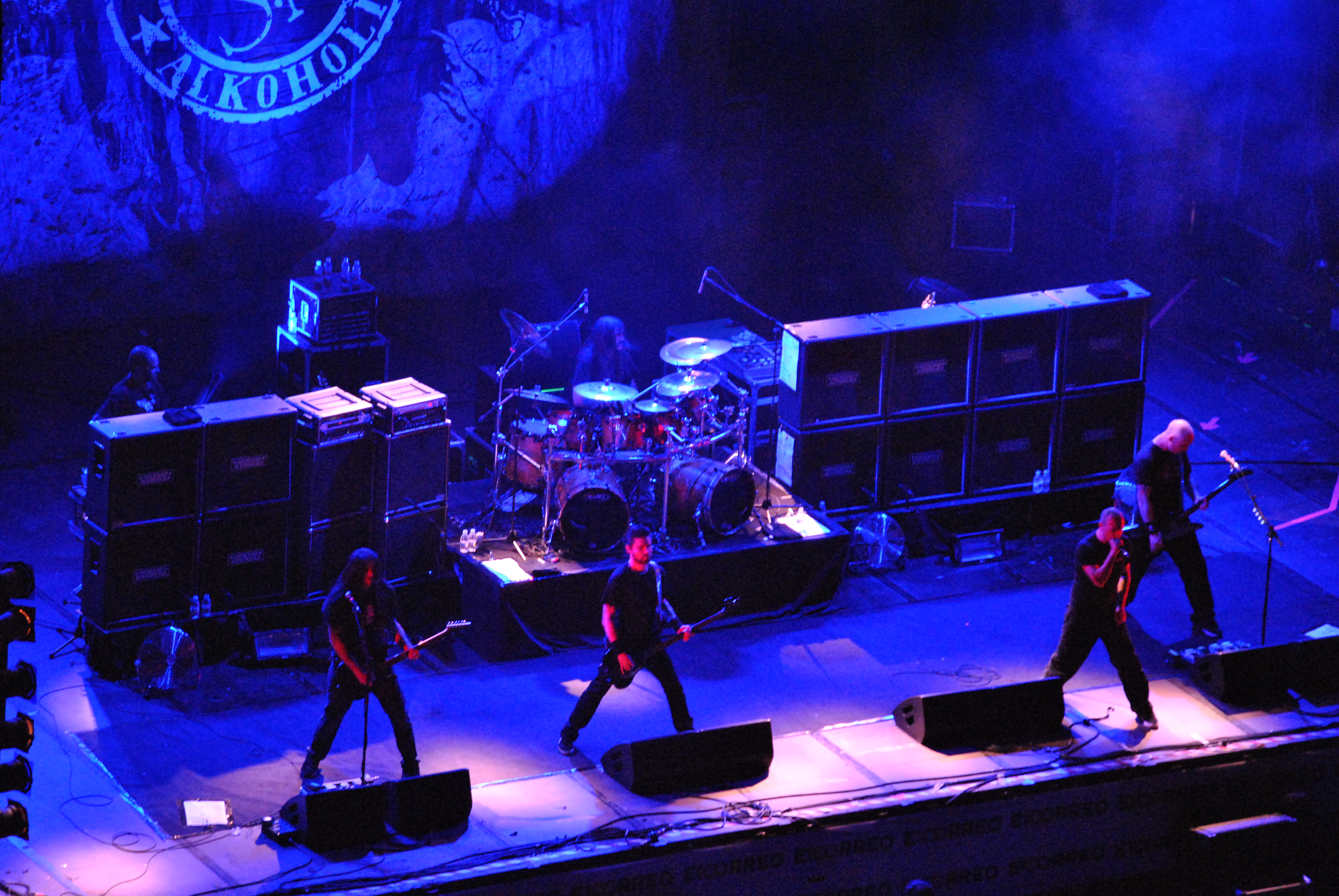
Soziedad Alkoholika

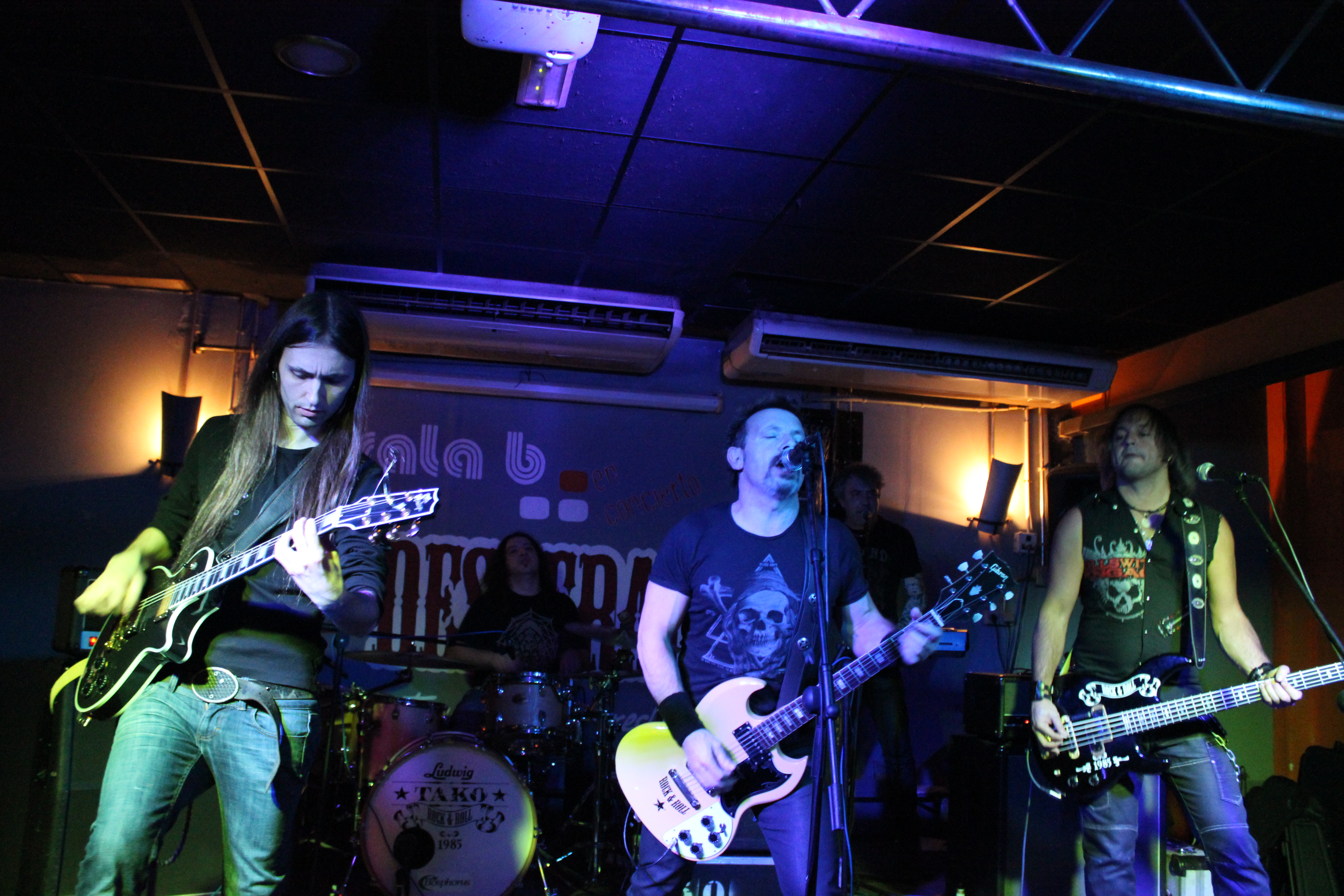
Tako

Como ya había hecho la Movida años antes, y estaba haciendo el “indie” en ese momento, el rock urbano también creó su propia escena de bares y salas -aprovechando, en buena parte, la que había creado el heavy metal ochentero- y se vio apoyado por muchos medios de comunicación: revistas (básicamente las que desde tiempo atrás venían apoyando los sonidos duros y heavies; aunque también hubo algunas de nueva creación como "Rock Estatal"), programas de radio, etc. No obstante, hay que señalar que, a diferencia del indie, no alumbró un número equivalente de discográficas independientes ni de fanzines. Quizás porque, como le había pasado al heavy metal durante la década anterior, su propio vigor y el elevado número de seguidores lo hacían innecesario; al fin y al cabo, los grupos vendían suficientes discos y arrastraban suficientes seguidores como para no necesitar ese tipo de cosas. Los primeros grupos aprovecharon, de hecho, los pequeños sellos que ya habían dado cancha al Rock radical vasco. Y casi todos, con el paso del tiempo, terminaron fichando por multinacionales (entre otras cosas porque vendían muchos más discos que las bandas "indies"). No obstante, hay que decir que sí surgieron algunos sellos nuevos como Discos Suicidas o Mil A Gritos Records; pero su número fue muchísimo menor que en la escena “rival”. También aparecieron festivales que, al estilo de los “indies”, reunieron audiencias masivas y alcanzaron gran predicamento. Es el caso del Espárrago Rock en Andalucía o del mucho más famoso Viña Rock en Castilla-La Mancha.

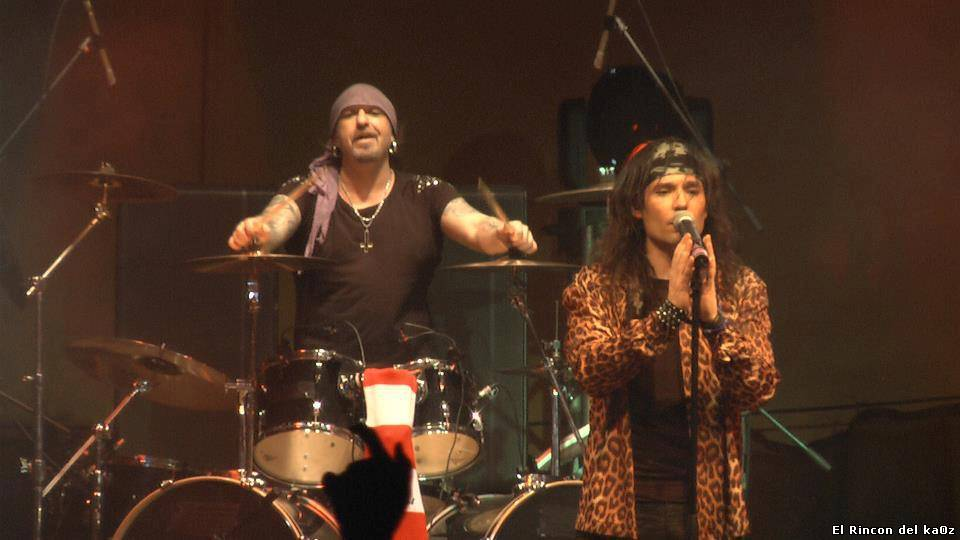
Mägo de Oz

En cualquier caso, hacia finales de la década, el vigor del rock urbano era tal que incluso terminó integrando y fagocitando en su seno buena parte de escenas antes tan dispares como la del heavy metal, el punk y el hardcore propiamente dichos, que hasta ese momento habían conformado micro-cosmos aislados y autosuficientes. Esa "absorción" no significó, en modo alguno, la desaparición de esas escenas (que a día de hoy siguen vivas) pero sí propició un evidente trasvase de medios y, sobre todo, de público.
La cosa tuvo sus puntos positivos y negativos; porque al mismo tiempo que reunía ambientes y estéticas dispares (propiciando fructíferas y enriquecedoras relaciones, influencias y feedbacks), también diluía y empobrecía escenas activas, pujantes y vivas justo hasta entonces, imponiendo una cierta uniformidad estética, espiritual y musical que terminó afectando su propia esencia.

## SigloXXI. Crisis de la industria y estancamiento estilístico (2000-presente)
Los años 2000 y los 2010 han sido, a grandes rasgos y en lo que al rock español se refiere, una prolongación de la última década del siglo XX. Más que cambios o evoluciones propiamente dichas, lo que se ha dado es una acentuación de ciertas tendencias y corrientes que ya se venían observando en el panorama musical español desde finales de los ochenta y principios de los noventa (y que han sido reseñadas en el apartado anterior) y, al mismo tiempo, una especie de estancamiento, agravado por una cierta desviación y pérdida del sentido original de otras. 

### La crisis de la industria discográfica y la «latinoamericanización» del mercado musical español

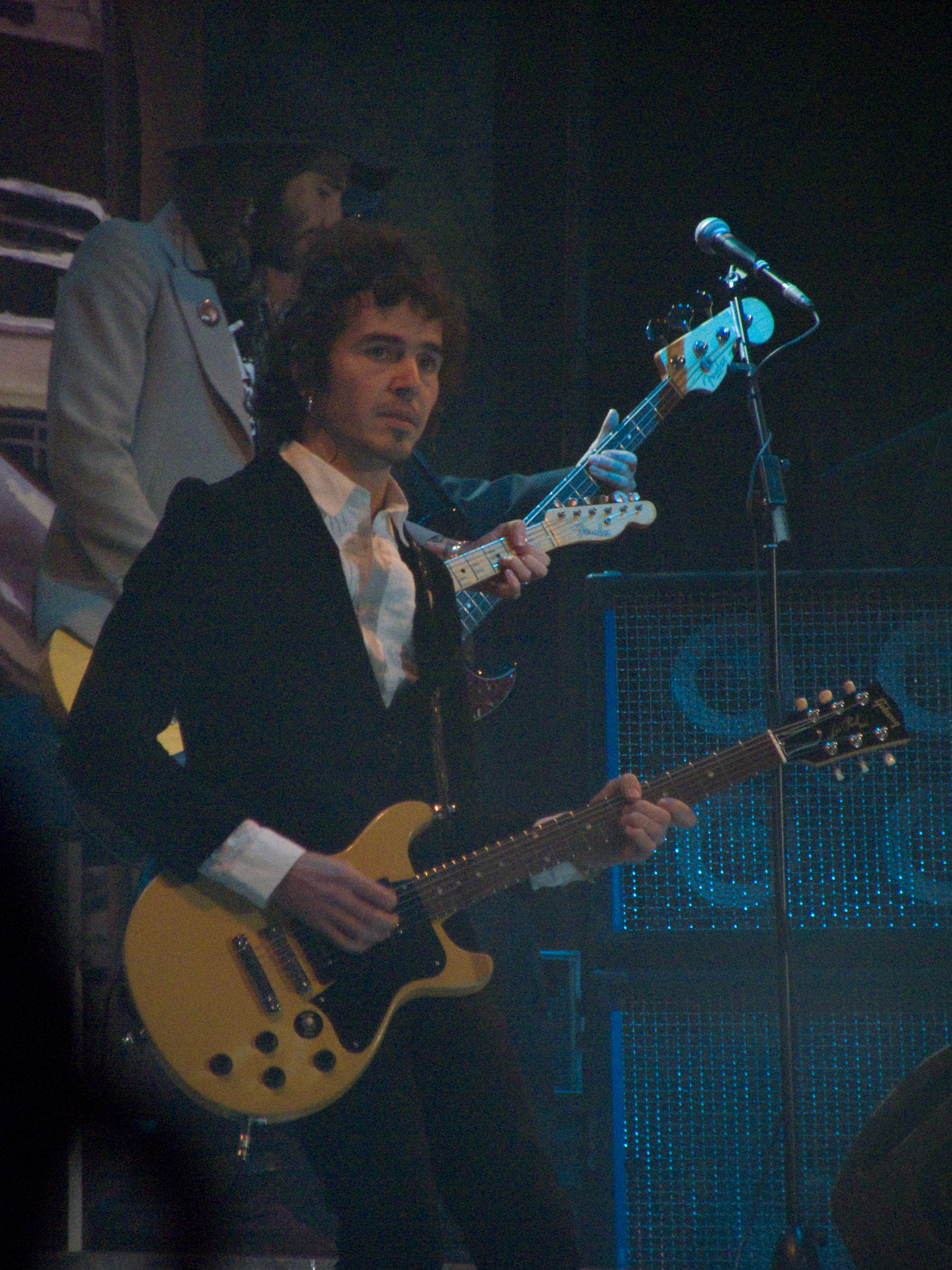
Pereza en concierto

Pero, por encima de todo, lo que más ha caracterizado estos últimos años –condicionando enormemente el panorama del Rock y, en general, de toda la escena musical española- ha sido la existencia de una crisis discográfica sin precedentes (de carácter mundial) provocada por un desplome absoluto en la venta de discos que no ha sido compensada por el enorme éxito de los soportes digitales (en el caso concreto de España, el país ha pasado de ser el octavo mercado mundial a ocupar el puesto decimotercero) y que se ha traducido en una política comercial controvertida y, hasta cierto punto, errática por parte de las compañías multinacionales. Así, en busca de la minimización de pérdidas, las principales discográficas han puesto en práctica estrategias conservadoras y poco imaginativas, consistentes, básicamente, en la promoción de productos de rápido consumo y de música prefabricada.
A esto se ha sumado la “reclasificación” e inclusión -por parte de algunas multinacionales- del mercado nacional español en el denominado “mercado latino” a partir del año 2000. En consecuencia, una parte importante de la música que ahora se publica y promociona en España consiste en el así llamado “pop latino”: canciones de diferentes géneros -entre los que el rock está prácticamente ausente u ocupa un lugar mínimo-, manufacturadas en serie desde Miami (convertida desde finales de los años 90 en la “capital de la industria musical del mundo hispanoparlante”) y para un macromercado transcontinental pero básicamente latinoamericano; en el que el español, a pesar de su retroceso, sigue siendo el mayor en cifras totales. Un mercado que se ve como un todo único y en el que no se toman en consideración las diferencias socioeconómicas, culturales o de tradición musical sino solamente el criterio lingüístico. Lo paradójico es que, entre las causas de su creación por parte de las discográficas multinacionales, estuvo el auge que durante los 90 el rock había experimentado en Latinoamérica (sobre todo en Argentina y México) y su éxito en los diferentes países iberoamericanos y entre el público estadounidense de lengua hispana. Y decimos paradójico porque, a pesar de eso, tras el surgimiento de ese nuevo macromercado, el rock como tal fue ignorado casi desde el primer momento, en beneficio de otros sonidos y ritmos más bailables y comerciales.
Así pues, durante los noventa el rock español había visto su hegemonía social, musical, comercial y estética seriamente cuestionada por movimientos como el Hip hop, el Rap, la Música Dance, la Cultura Rave, la Electrónica y la eclosión de los Dj’s, ciertamente. Pero había mantenido el tipo y sobrevivido con muy buena salud. 
En cuanto al nuevo siglo XXI, a todo lo anterior vienen a sumarse nuevos rivales y, sobre todo, nuevos desafíos que se lo están poniendo más difícil. Por una parte, la crisis discográfica y el descenso de la venta de discos (que afecta por igual a todos los estilos). Por otra, el cambio de paradigma con respecto a la música en vivo (como consecuencia de la proliferación de macro-raves y concentraciones a cargo de uno o varios disc-jockeys en detrimento de los conciertos “tradicionales” de música en vivo). Sumemos a eso el constante ninguneo por parte de los mass-media generalistas (especialmente la TV), orientados casi exclusivamente a los temas manufacturados por las factorías multinacionales, los ritmos de baile y los sonidos de rápido consumo. Y, por último (y quizás como consecuencia de todo ello), la inesperada “latinoamericanización” del mercado musical español y de los gustos de determinado sector del público acaecida tras la “invasión” del “pop latino” y de ritmos afrocaribeños como el reaggetón, el electro latino  y otros.

### El rock comercial y la moda del mestizaje
A pesar de todo lo dicho, lo cierto es que, contra viento y marea, el rock en España sigue presente y goza aún de notable éxito y bastante vitalidad, tanto en su aspecto mainstream como en el de las subescenas especializadas.

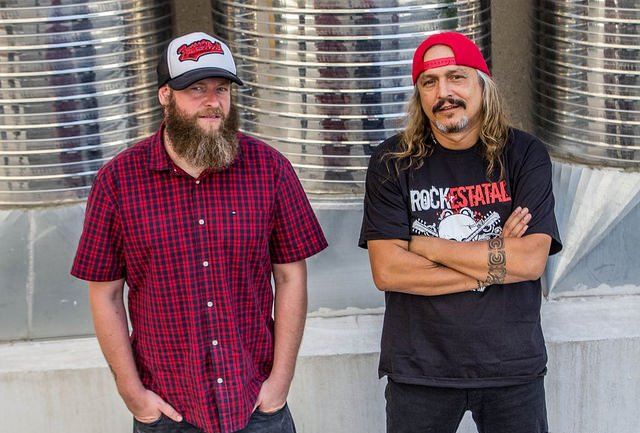
O'funk'illo -grupo de funk rock que incurrió en el "mestizaje"- fotografiado en 2014

Con el cambio de siglo surgieron bandas con un carácter marcadamente comercial, dirigidas a un público juvenil y que tuvieron mucha aceptación durante unos años. Hablamos de grupos como El Canto del Loco, La Oreja de Van Gogh, Pignoise, El Sueño de Morfeo, Pereza, Elefantes (con ecos de indie pop), o Amaral. Todos, en mayor o menor medida, eran herederos de los viejos sonidos ochenteros; aunque algunos de ellos simplificados y reducidos a una especie de lugar común poco original.
Junto a ellos, se unen grupos y solistas cuyas carreras se habían iniciado décadas antes, como Enrique Bunbury (antiguo cantante y líder de Héroes del Silencio),  el argentino Andrés Calamaro afincado en Madrid, Loquillo, Los Enemigos, Manolo García, Los Secretos, Fangoria o el excomponente de Gabinete Caligari, Jaime Urrutia, siguieron obteniendo un notable éxito.
Pero la principal novedad durante la primera década del nuevo siglo fue el surgimiento y auge de un movimiento que, en su momento (en España, como en otras partes del mundo) se denominó “Mestizaje". Dejando aparte sus verdaderos orígenes (basados, sobre todo, en el Latin Rock y en la World music), su aparición tuvo mucho que ver con el éxito internacional, a partir de finales de los años 90, del francés Manu Chao (tanto en solitario como con su última banda Mano Negra); y, básicamente, se trataba de una fusión entre el pop, el rock, los sonidos latinos y caribeños, el reggae, la música negra africana, la música árabe, el Hip hop, el flamenco y la rumba gitana española.
Representantes de esa corriente “mestiza” fueron grupos y solistas surgidos en los últimos años 90 o ya con el nuevo siglo, como Estopa, Macaco, Amparanoia, la banda de funk rock O'funk'illo, Jarabe de Palo, Ojos de Brujo, Café Quijano, Pastora, Canteca de Macao, La Cabra Mecánica, Muchachito Bombo Infierno o Bebe, que durante los años 2000 gozaron de considerable éxito comercial. Curiosamente, el mestizaje gozó de notable presencia mediática (mucha más que la dedicada al rock tradicional, fuese del subgénero que fuese); y eso en un momento en que los medios generalistas –sobre todo la TV- apenas prestaban atención a fenómenos que no fuesen la música más comercial y estandarizada y los grandes lanzamientos internacionales. Quizás el eco mediático se debió a que sus propuestas casaban bien con la ya mentada “latinoamericanización” del mercado musical español; pero también, sin duda, a que el estilo conoció un evidente auge durante esos años en el resto de Europa y del mundo.
En cualquier caso, a pesar de su omnipresencia mediática y de la aceptación comercial, el “mestizaje” no dominó, en absoluto el panorama del rock español durante la década de los 2000. Los viejos estilos (sobre todo el rock urbano; pero también el rock tradicional) siguieron tan activos y presentes como en los años anteriores.

### Supervivencia del rock urbano, desaparición delindiey reencuentro (e internacionalización) de las sub-escenas

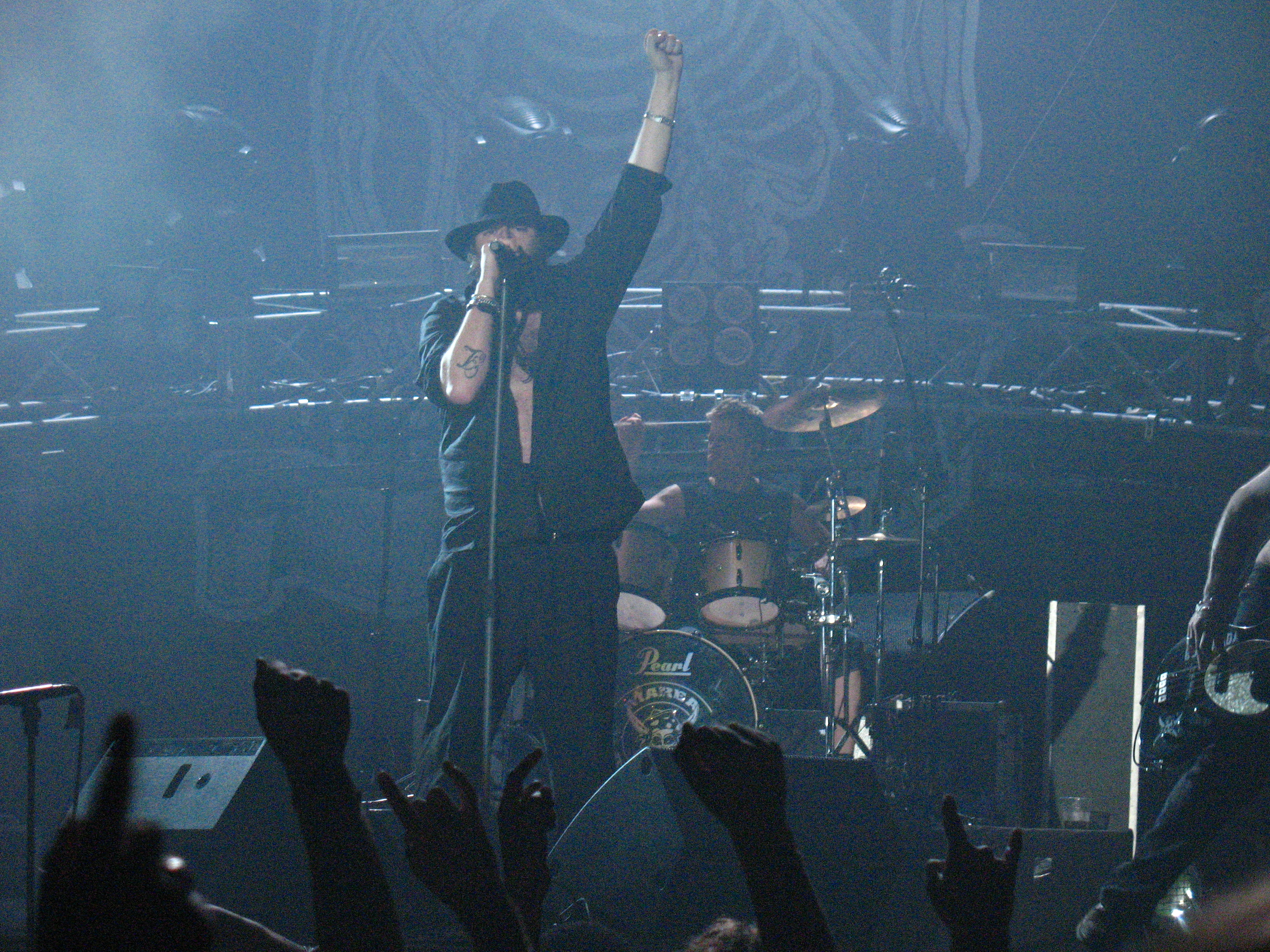
Marea en directo

Como ya hemos dicho, el nuevo siglo no ha sido, en muchos aspectos, sino una continuación de las tendencias experimentadas durante los 90. Aunque pueden señalarse salvedades. Aparte de las destacadas en los apartados anteriores, la más llamativa fue la desaparición del “Indie” como escena urbana y de nicho para convertirse, irónicamente, en un fenómeno multitudinario.

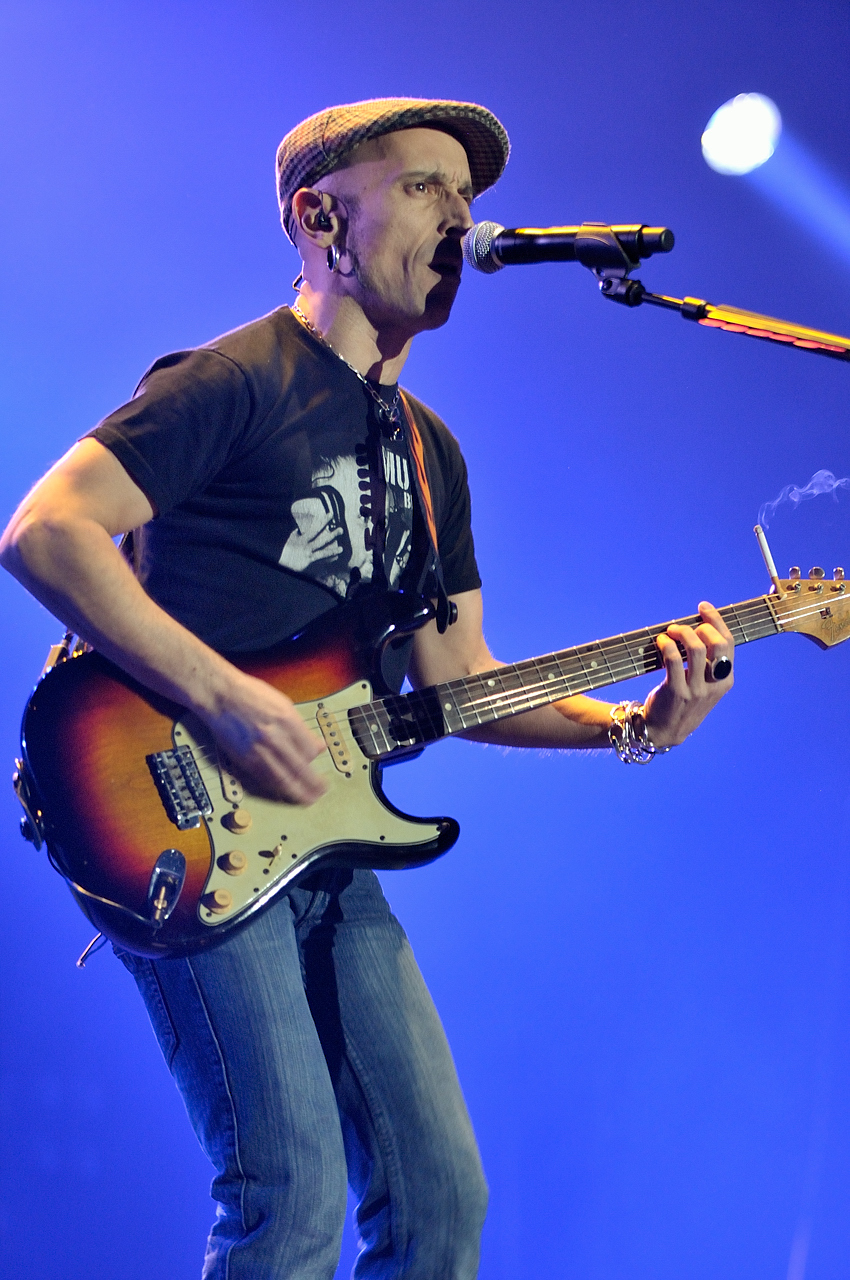
Fito, de Fito & Fitipaldis

Por su parte, el Rock urbano sigue gozando de buena salud como una de las corrientes más visibles del rock español en los años 2000. La mayor parte de las viejas bandas de los 90 continúan en activo, arrastrando tras sí millones de seguidores y alcanzando con frecuencia los primeros puestos de las listas. Y a ellos se han sumado, durante el nuevo siglo, grupos y solistas como Marea, Fito & Fitipaldis, Poncho K, Insolenzia, Mala Reputación, La Fuga, Albertucho, Silencio Absoluto y docenas más. Incluso ha habido una cierta proyección internacional hacia Latinoamérica, sobre todo por parte de los folk-metaleros Mägo de Oz (que han obtenido un enorme éxito al otro lado del Atlántico) y de los icónicos Extremoduro.
No obstante, y a pesar de su arraigo y aparente vigor, un sector de la crítica ha comenzado a apreciar ciertos síntomas de estancamiento en la escena, señalando que la mayor parte de las bandas «urbanas» surgidas durante el siglo XXI practican un excesivo «seguidismo» en cuanto a estética, sonido y temática con respecto a sus hermanos mayores de los 90. Según ellos, apenas ha habido renovación estilística desde la reinvención del género; y casi todos los grupos dependen en demasía de la evolución que van marcando las figuras más señeras (sobre todo Extremoduro).
Por otro lado -siempre según ese sector "revisionista" de la crítica-, la fagotización/absorción por parte del rock urbano de un importante sector de las escenas punk y metal tampoco fue realmente positiva. El fenómeno perjudicó a esos estilos, acarreándoles una pérdida de visibilidad y público evidente y obligándolos, en un primer momento, a refugiarse en una especie de “coto cerrado” relativamente minoritario y purista. Afortunadamente, conforme avanzaba el nuevo siglo, ambas escenas han ido recuperando el pulso y la vitalidad. 
El punk, fiel a sus raíces subterráneas, ha seguido adelante, retomando en buena parte su espíritu original (más cercano a la esencia de 1977 que al  Hardcore ochentero) con grupos como Azero, Motociclón, Muletrain o Non Servium. Mientras en el lado multitudinario del Heavy metal, por su parte, convivieron las bandas de power metal nacidas en los noventa con apuestas de metal alternativo como Sôber o Skizoo; o por otro lado directamente la escena se decantaba hacia subgéneros relativamente minoritarios o en proceso de revitalización internacional como el Thrash, Black metal, el Death metal o el Viking metal con bandas como Angelus Apatrida, Wormed, Nahemah, Survael, Noctem, Altar of Sin, As Light Dies o Legen Beltza.

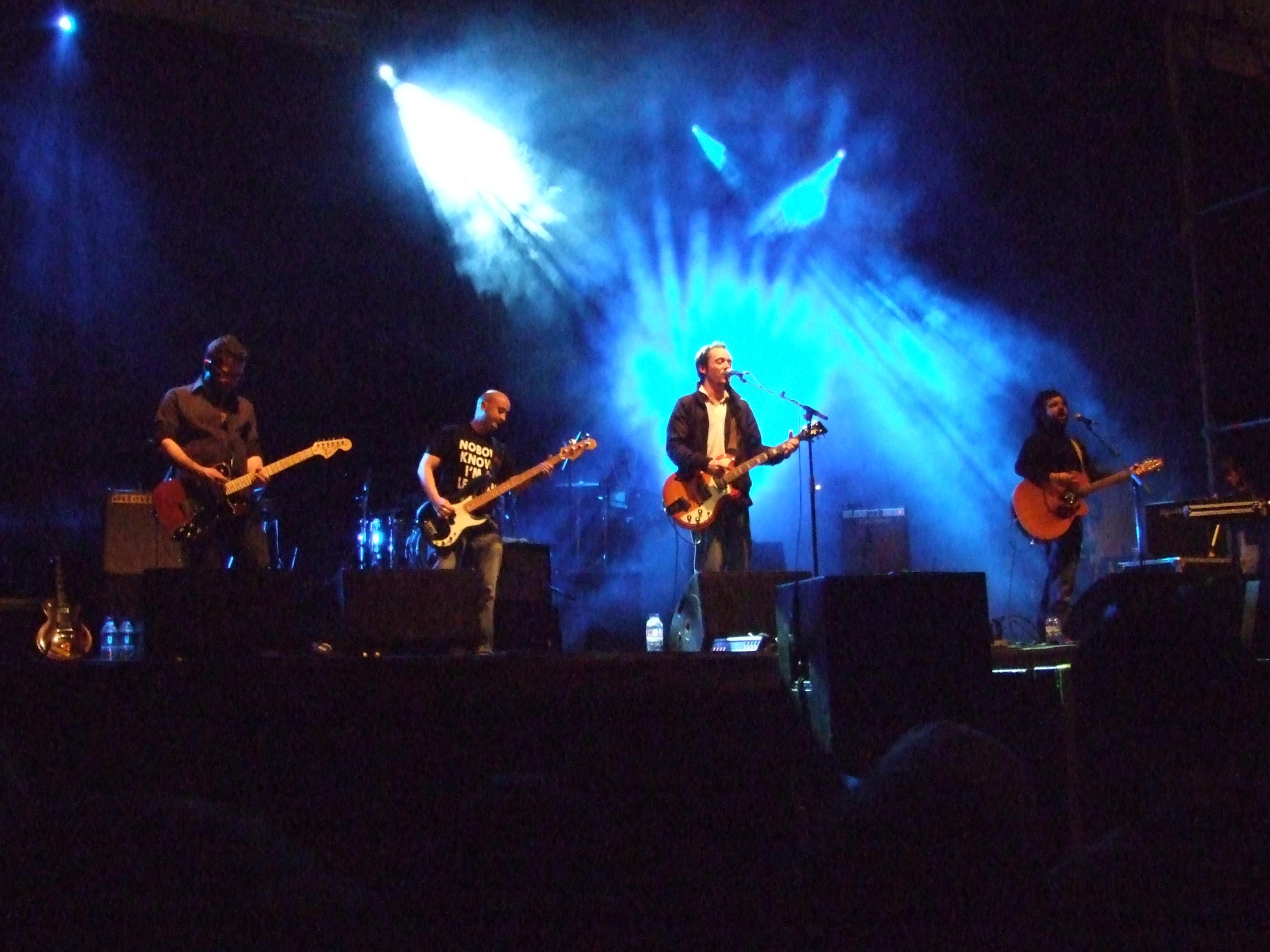
Love of Lesbian en concierto

Otras escenas, ajenas por completo al auge y predominio del rock urbano, siguen igualmente activas y vigorosas. Así, la formada por los sucesores del indie,  que a diferencia de sus hermanos "noventeros", crearon una escena comercialmente masiva. Apostando por el uso del castellano y abandonando mayoritariamente los sonidos "noisy" y shoegaze, surgieron grupos y solistas como Vetusta Morla, Love of Lesbian, Izal, Manel, Deluxe, Tachenko, Astrud, La Habitación Roja, Supersubmarina, Sidecars, Russian Red, La Casa Azul, La Costa Brava, La Monja Enana, El Columpio Asesino, Lori Meyers, Dorian, Dolorosa o los exitosos Sidonie.
Incluso hubo cierto ejemplo de internacionalización en los años 2010 en las listas de ventas alternativas europeas como consiguieron las madrileñas Hinds.
Otras bandas de notable éxito a destacar, que tomaron el relevo de la escena, fueron el grupo indie Viva Suecia, el rock alternativo de Arde Bogotá, Triángulo de Amor Bizarro (retomando la antigua vía noisy noventera) o Shinova (tras su conversión de banda de metal alternativo a indie).
Y en el rock directo y guitarrero, el rock and roll tradicional, el power pop, el punk pop y la escena garajística, algunos como Atom Rhumba, Belako, Airbag, Novedades Carminha, Arizona Baby, Jet Lag y, sobre todo, Los Zigarros.
Paradójicamente, la falta de atención por parte de los medios, ocupados únicamente en promocionar productos prefabricados, música de baile y “pop latino” (siguiendo los dictados de la industria), así como el predominio del rock urbano, han tenido también consecuencias positivas para las micro-escenas del rock español. En primer lugar, las ha obligado a abandonar el aislamiento casi autista en el que se habían encerrado desde finales de los años 80, propiciando su interrelación y su simbiosis con resultados francamente estimables. Y, en segundo lugar, las ha animado a reconstruir y poner en común sus propios circuitos de conciertos, grabación y distribución.

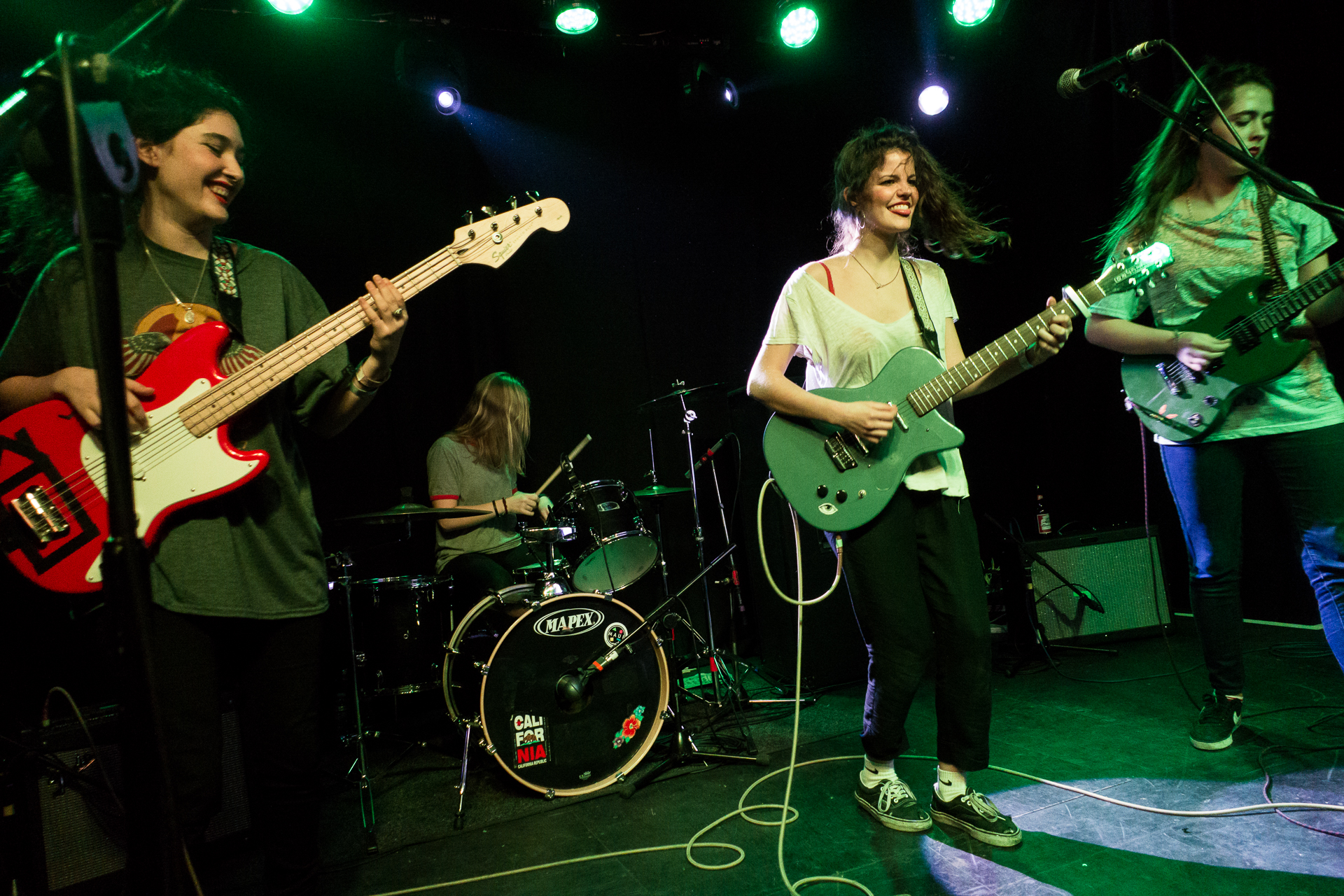
Hinds en concierto en Londres

Apoyándose en los nuevos medios digitales, en los sellos independientes (no sólo los españoles, sino del resto de Europa –para los que han grabado ya muchas bandas nacionales), en las radios libres, en las revistas especializadas y, sobre todo, en un público fiel y más numeroso del que la representatividad mediática podría hacer pensar, el rock español ha montado así (y por su cuenta) toda una red de salas y festivales. A los ya nombrados en el apartado dedicado a los año 90 (Festimad, Primavera Sound o FIB para los sonidos más alternativos; y Viña Rock o Espárrago Rock para el rock urbano) se han sumado ahora el Sonorama, el Purple Weekend, el Euro Yeyé, el Azkena Rock Festival, el Funtastic Drácula Carnival, el Rockin' Race Jamboree y docenas más, repartidos por todo el país. 
En ellos, junto a bandas del panorama internacional, actúan los nuevos grupos españoles de diferentes géneros (con especial preferencia por el rock contundente, los sonidos revivalistas, el garage, el punk y el rock alternativo), congregando a cientos de miles de asistentes, manteniendo vivas las escenas y revitalizando los viejos estilos. Al mismo tiempo, es también frecuente la participación de formaciones españolas en festivales y concentraciones celebradas en otros países europeos, lo que estrecha la relación entre las diferentes escenas nacionales y facilita el intercambio de influencias, sonidos y público.